# 非情のライセンス
『非情のライセンス』（ひじょうのライセンス）　
- 1968年に『キイハンター』の主題歌として野際陽子が歌った曲。
- 1973年から1980年まで、NET（1977年にテレビ朝日に社名変更）系列で放送された刑事ドラマ。本項で詳述する。

## 概要
警視庁のはみ出し者を集めて矢部警視が創設した特捜部に所属する会田刑事（演：天知茂）が型破りな捜査方法で悪と戦う姿を描くハードボイルド刑事ドラマ。
『兇悪の門』に始まる生島治郎の連作小説「兇悪シリーズ」を原作としており、作品世界は主題歌『昭和ブルース』に符合する。「非情のライセンス MUSIC　FILE」（CD）の解説書では「ザ・ブルーベル・シンガーズの『昭和ブルース』を聞いた片岡政義プロデューサーが戦中派の心情を汲み取って製作した作品」と書かれている。
ドラマでは会田刑事は毎回登場するが、矢部警視や特捜部の他の刑事は不定期に登場する。

## 放映期間
- 第1シリーズ

1973年4月5日 - 1974年3月28日　NET系　毎週木曜日22：00 - 22：55（全52話）
- 第2シリーズ

1974年10月3日 - 1977年3月31日　NET系　毎週木曜日22：00 - 22：55（全124話）
※1975年（昭和50年）10月以降は22:54まで。
- 第3シリーズ

1980年5月1日 - 12月4日　テレビ朝日（ANB）系　毎週木曜日22：00 - 22：54（全26話）

## 主なキャスト

### 第1～3シリーズ共通
＜警視庁特捜部＞
- 会田（あいだ）刑事：天知茂

初登場は第1シリーズ第1話、最後の登場は第3シリーズ最終回。
フルネームは「会田健（参照：「兇悪の門」）」、読みは「あいだ・けん（参照：「やさしい兇悪」）」。
階級は警部補（参照：「兇悪のヌード」）。
タフさとクールさを兼ね備えた性格を有する反面、熱くなると上層部の命令を無視して暴走する。元捜査四課員。
過剰防衛で免職されそうになっていたが、矢部警視により特捜部に迎え入れられた。特捜部ではリーダー的な存在となるが、巨悪に対して遠慮のない強引な捜査、逮捕時や取調べでの犯人に対する怒りに満ちた一喝、さらに目の前で殺人を実行した者や殺し屋に対しては容赦なく射殺をする等、しばしば上層部に問題視される。
広島市出身で、原爆被害により両親を亡くしており、自らも被爆者。実姉が在日米軍兵に強姦され自殺するという過去も持ち、その出自に関連したスピンオフストーリーも用意されている。 これは原作にはないテレビドラマ第1・第2シリーズ独自の設定であり、まだ戦争の傷跡に苦しむ人々が大勢生存していた1970年代当時、視聴者の共感を喚起する上で重要な要素となっていた。
愛車は、シルバーのダイハツ・コンソルテ2ドア・クーペ(EP40型。1200GL )、ビュイック・スカイホーク(第1世代。車体カラーはホワイト)、トヨタ・セリカLB(RA35型・1600GT 車体カラーはベージュ)。いずれも、第2シリーズにて登場。
第3シリーズではシルバーの日産・ローレルが愛車となる(C230後期型・2000SGL 社外アルミホイール装着)。
- 矢部（やべ）警視：山村聡

初登場は第1シリーズ第1話、最後の登場は第3シリーズ最終回。
特捜部部長。言うことを聞かない部下たちに手を焼くが、全幅の信頼を寄せている。
＜警視庁捜査一課＞
- 橘（たちばな）警部：渡辺文雄

下の名前は「文雄」（読み方は不明。参照：「未練心」。）。
初登場は第1シリーズ第1話、最後の登場は第3シリーズ最終回。
捜査一課一係長。東大法学部卒。犯罪発生の原因よりも、犯罪が起こったという結果を重視する冷徹なエリート。はみ出し者の集まりである特捜部とは常に対立し、会田とも反目しているが、お互いのことは認め合っている。

### 第1シリーズ
＜警視庁特捜部＞
- 四方（しかた）刑事：葉山良二

第1話より登場。
外事課出身。冷静で穏健な警部補だが、時として会田以上に暴走することもある。
- 吉田（よしだ）刑事：多々良純

第1話より登場。
人情派の老刑事。特捜部の知恵袋的存在。暴力団撲滅に対する執念は会田からも一目置かれている。
- 坂井（さかい）刑事：宮口二郎

第1話より登場。
会田の弟分ともいえる暴力刑事。城北大学射撃部出身。国体で活躍した射撃の名手でもあるが、国体出場中に妻が友人と駆け落ちして離婚（妻は心中するが、男は助かり彼女だけが死亡）。そのために銃を撃つことを躊躇うようになった。強面を活かし、捜査において殺し屋や脅迫者に扮することもある。画集を原書で収集するという意外な趣味を持つ。
- 鈴木（すずき）刑事：梅津栄

第1話より登場。
朴訥としたキャラクターを持つムードメーカー。妻と4人の子供がいる。第43話では大学生の長女・篤子（乙黒ますみ）が事件に巻き込まれ人質にされる。
- 岩田（いわた）刑事：岩城力也

第1話より登場。
「お茶汲み刑事」を自称しているが、キャリアでは会田や四方を上回るベテランである。主に情報分析などのデスクワークで活躍。特捜部関係では会田と矢部以外では唯一全シリーズ同一人物として出演。
＜その他セミレギュラー＞
- 竜巻太郎：左とん平

会田のマンションによく出入りするクリーニング屋。町内の防犯会長。嬉々として事件に首を突っ込む好漢である。最終回、会田の自宅にクリーニング済のシャツを届けに来た際、会田に間違われて身代わりとして暴力団に射殺される。
- 竜巻順子：テレサ野田

太郎の妹でクリーニング屋を手伝っている。会田を密かに慕っている。第6話では連続射殺犯のカメラマン・沢井（小池朝雄）に拉致されるが、会田に助けられる。第16話にて生まれ故郷に帰郷する。
- 河村志津：村松英子

銀座のステーキハウス「キャリオカ」のママ。会田に情報を提供することもある。
- 牧野リサ：小牧りさ

元は警視庁詰めの新聞記者。第16話での太郎の活躍振りに一目惚れし、太郎の妻となった。
- 古川：玉川長太

警視庁詰めの新聞記者。
- 捜査四課長：神田隆

かつての会田の上司。特捜部に対してはあまり快く思っていない。第19話、第50話に登場。
- 捜査一課長：岡田英次

橘警部の上司。
- 佐久間刑事：美川陽一郎

捜査一課の刑事で橘警部の部下。第3話、第9話に出演。
- 大西刑事：東晃声

捜査一課の刑事で橘警部の部下。
- 横山刑事[2]：横山繁

捜査一課の刑事で橘警部の部下。

### 第2シリーズ
＜警視庁特捜部＞
- 四方刑事：葉山良二

下の名前は「良二」（参照：第3話）。第3話で密輸組織に加担した過去が明らかになり、元妻・和子（宮本信子）が密輸組織の殺し屋・国崎（財津一郎）に射殺される。第58話で教会での挙式中に暗殺される。
- 坂井刑事：宮口二郎

離婚歴を持つため、第2シリーズでは女性に対して懐疑的な一面を見せることがあった。第97話でライフル銃を持って籠城した大学時代の後輩・羽島（和崎俊哉）を説得するために丸腰で乗り込んだが、機動隊から投げ込まれた催涙弾で興奮した羽島に撃たれて殉職。
- 岩田刑事：岩城力也

第2シリーズは第100話まで登場。
- 右田（みぎた）刑事：左とん平

下の名前は「一平」（参照：第1話）。第1話より登場。
特捜部のコメディリリーフとして活躍。前シリーズの竜巻太郎と瓜二つのため太郎ちゃんと呼ばれることもあった。第99話で広域暴力団祖父江組に単独で逮捕に乗り込んだが、組長の祖父江（富田仲次郎）と幹部（八名信夫、木村元）らに撃たれて殉職。
- 江沢（えざわ）刑事：江波杏子

下の名前は「景子」（参照：第73話）。第2話より登場。元少年課。定時制高校時代に殺人事件に巻き込まれ、その事件を担当していた矢部を頼って警察官になる。第73話で定時制高校時代の幼馴染で殺人犯でもある川口（竜崎勝）と婚約。川口に凶器の拳銃を渡すように説得したが、揉み合っているうちに拳銃が暴発して殉職。
- 南（みなみ）刑事：望月太郎

第7話より登場。若手刑事。会田に犯人と間違えられて逮捕される。最後の登場は第22話。
- 大門（だいもん）刑事：高城丈二

第13話より登場。特捜部きってのプレイボーイ。第26話で結婚するが、新婚旅行先で暴力団に惨殺される。
- 谷（たに）刑事：新倉博

第52話より登場。交通課から配属になった若手刑事。最後の登場は第65話。
- 浮田刑事：松山英太郎

第89話より登場。資料室から特捜部に配属された。坂井の殉職で自暴自棄になっていた会田の辞職を思い止まらせた人物でもある。趣味は音楽鑑賞。最後の登場は第122話。
- 滝刑事：篠ヒロコ

下の名前は「悠子」（参照：第101話）。第101話より登場。交通課から特捜部に転属された。結婚を前提に付き合い、麻薬組織に潜入して麻薬中毒にされた公安の刑事・大和田（井上孝雄）を射殺する。最後の登場は第121話。
- 堀刑事：財津一郎

第102話より登場。長崎出身。警察官でありながら副業として叔母（桜むつ子）と一緒に焼鳥屋を開いている。最後の登場は第119話。
＜その他セミレギュラー＞
- 吉田：多々良純

警視庁を定年退職後、居酒屋「吉田署」を経営。リウマチを患ったため、第23話で閉店した。
- 栄子：大川栄子

吉田の娘。居酒屋を手伝う。会田に好意を寄せている。
- 板前：北町嘉朗

居酒屋「吉田署」の板前。
- みよ：作本都

居酒屋「吉田署」の従業員。
- 和子：吉田さより

居酒屋「吉田署」の従業員。
- 弾（だん）刑事：北島三郎

本名・弾三郎。第28話より登場。上司への反抗や容疑者への暴行がもとで、配属先を何度も左遷させられている問題児。通称「サブちゃん」。最後の登場は第77話。
- 村田記者：小島三児

警視庁詰めの新聞記者。第30話にて初登場。第42話、第49話、第59話、第67話に出演。
- 山岸医師：大友柳太朗

会田の白血病を治療する主治医。無類の酒好き。しかし、アルコールが抜けるとメスを持てなくなる症状のため、第72話で故郷の九州に帰ると共に医院を廃業した。
- 田代ユミ：中島ゆたか

山岸のもとで働く看護婦。
- 深海綾：岸田今日子

第75話より登場した元弁護士。銀座でクラブ「F」を経営。会田のことを「会田くん」と呼ぶ。第98話で弁護士に復帰する決意を会田に打ち明けた。
- 吉野：佐古正人

クラブ「F」のピアニスト。
- 横山刑事：北浦昭義

警視庁捜査一課の刑事で橘警部の部下。
- 佐々木刑事：北町嘉朗

警視庁捜査一課の刑事で橘警部の部下。第76話より登場
- 北刑事：伊吹徹

警視庁捜査一課の刑事で橘警部の部下。
- 森谷刑事：梶健司

警視庁捜査一課の刑事で橘警部の部下。

### 第3シリーズ
＜警視庁特捜部＞登場人物の名前の漢字表記は「要出典」
- 浦川刑事：左とん平

第1話より登場、最後の登場は最終回。
第2シリーズの右田と同様のキャラクターだが、かつては捜査一課の刑事で、橘に免職されたという過去を持つ。
- 山路刑事：柳生博

第1話より登場、最後の登場は最終回。
普段は温厚な反面、態度の悪い容疑者に激昂することも多いベテラン刑事。第13話で幼少時に別れ、事件に巻き込まれた実妹・美和子（三浦真弓）と再会するが、美和子は付き合っていた暴力団誠東会組員・吉光（西田健）に射殺される。第25話で娘の純子（五十嵐知子）がボーイフレンドと共に、農協襲撃殺人事件の一味で過去に山路が逮捕した石岡（大谷朗）と神島（きくち英一）らに誘拐されて殺害される。
- 北里刑事：小野武彦

第2話以降に登場、最後の登場は最終回。
本名・北里龍夫。東都大学ラグビー部出身。第6話では、爆破テロ組織（リーダーは北村総一朗）の一員で全国指名手配犯でもある親友（北条清嗣）を射殺する事態に追い込まれる。
- 村井刑事：高田洋　第1話より登場、最後の登場は最終回。
- 沢田直美婦警：水野靖子　第1話より登場、最後の登場は最終回。

＜その他セミレギュラー＞登場人物の名前の漢字表記は「要出典」
- 高坂しずえ：野川由美子

特捜部の刑事たちの行きつけの喫茶店「エスプリ」の主人。元々は銀座のホステスで、当時のパトロンだった日東商事企画調査室長の榊（平田昭彦）から、会田の動きを報告する密偵役を命じられていたことが第2話で明らかになる。その後も部屋を襲撃されたり、第21話では高校時代からの親友・とも子（吉野佳子）を失うなど事件に巻き込まれることが少なくない。第24話で国際交流機関重役の篠原（井上孝雄）との結婚を考えるが、篠原の正体は特捜部を解散へと追いやる裏の国家権力の幹部であることが判明。最後は篠原に撃たれて死亡する。
- 伴兼次：角川博

しずえの店の従業員。第24話で篠原に接近して政界の大物（伊豆肇）の違法行為が記録された手帳を入手、しずえの店で会田に手帳を渡したが、店内に仕掛けられた爆弾で爆死する。
- 岩田：岩城力也

警視庁を退職後、しずえの店で働く。刑事時代に培った情報網を活かし、会田の捜査に協力することもある。第24話で店を閉店したしずえから退職金として500万円の小切手を渡された。
- 佐竹総監室長：戸浦六宏

矢部と橘の上司に当たる保守派の警視庁幹部。第2話・第11話に登場。
- 会田刑事の妻：上村香子

買い物中、暴力団に殺される。当時妊娠中だった。第1話のみの出演だが、回想シーンにたびたび登場する。
- 横山刑事：北浦昭義

警視庁捜査一課の刑事で橘警部の部下。
- 佐々木刑事：北町嘉朗

警視庁捜査一課の刑事で橘警部の部下。

## 放映リスト

### 第1シリーズ
| 回数 | 放送日        | サブタイトル       | 脚本              | 監督       | ゲスト |
| ---- | ------------- | ------------------ | ----------------- | ---------- | --- |
| 1    | 1973年 4月5日 | 兇悪の門           | 橋本忍            | 永野靖忠   | 加賀まりこ(真山由比) 堺左千夫(看守)、田中浩(笹崎) 名古屋章(看守部長)、財津一郎(田沢)、仲谷昇(浜井) 高月忠、山浦栄、城春樹、青木卓司、藤崎英幸、菊地正孝 |
| 2    | 4月12日       | 兇悪の迷路         | 橋本忍            | 松島稔     | 野際陽子(浦田千鶴) 飯田テル子(老婆)、山下則夫(竹原) 進藤幸(千鶴の母)、河津清三郎(鳴海亮平) 田中美恵、比良元高、高野隆志、久保一 清水正、池上明治、松沢勇、横山繁 早瀬恒志、松本初代、平井一幸、藤崎英幸 |
| 3    | 4月19日       | 兇悪な夜の匂い     | 宮川一郎          | 鈴木敏郎   | 本田みちこ(明香)、今井健二(松尾)、南原宏治(黄樹英) 川野耕司、山田喜芳、松本敏男、山田甲一 城恵美、高品正弘、笹木正春、藤崎英幸 |
| 4    | 4月26日       | 兇悪のサファイア   | 橋本綾            | 松島稔     | 江波杏子(香川冬子)、藤江リカ(圭子) 上野山功一(田丸)、小笠原弘(香川) 鴨田喜由(坂田)、松本敏男(次郎)、畠山麦(安) 木村修(職員)、亀井和子(受付)、東条道夫(ヤクザA) 藤崎英幸、吉沢信子、菅沢恵美子、川岡豊 内田朝雄(篠崎) |
| 5    | 5月3日        | 兇悪の華           | 多村映美 大野武雄 | 鈴木敏郎   | 森秋子(辻京子)、谷口香(橘洋子) 山本緑(おかみさん)、細川美恵(三上典子) 渡辺安章(伊東)、村井健次(男)、横山繁(刑事A) 松下昌司(刑事B)、鈴木義紀(刑事C)、勝光徳(刑事D) 佐藤京一(吉村)、河合絃司(三上) |
| 6    | 5月10日       | 兇悪の目           | 今村文人          | 永野靖忠   | 小池朝雄(沢井)、内田勝正(北村刑事) 竜崎一郎(神崎)、細川俊夫(院長) 田川恒夫(カメラマン)、仲塚庸介(支配人) 木島慶子(慶子)、松下麻美子(秘書) 打越正八(管理人)、渡辺美知子(助手の女) 滝島孝二、清水智子、佐川二郎 |
| 7    | 5月17日       | 兇悪の土地         | 今村文人          | 伊賀山正光 | 近藤宏(真木)、杉江廣太郎(品田) 綾川香(石川刑事)、高杉玄(間藤) 葉山葉子(光子)、伊藤豪(金谷) 守山竜一(郷田)、影山竜之(毛利組幹部) 今村宏則(政)、播大介(運転手) 山口享(バーテン)、笹木正春(幹部B) 善賢一(新鋭組員A)、森永双(新鋭組員B) 高橋晴雄(新鋭組員C)、瀬島光貴(幸子) 大阪憲(毛利組員A)、永田春美(毛利組員B)、渡辺主税(毛利組員C) 川合伸旺(笹森) |
| 8    | 5月24日       | 兇悪の罠           | 今村文人          | 鈴木敏郎   | 神太郎(泉武)、中田博久(黒崎) 幸田宗丸(中丸)、新山真弓(若い女) 山之内修(男)、石原清美(ホステス) 中野誠也(渋沢刑事) |
| 9    | 5月31日       | 兇悪の道           | 多村映美          | 松島稔     | 市原悦子(丹羽京子) 真屋順子(佐久間鈴子)、森みつる(かおり) 守屋俊志(マスター)、石井宏明(南条) 伊丹さかえ(麻里)、横山繁(刑事) 柳家小さん(徳田) |
| 10   | 6月7日        | 兇悪の骨           | 西沢裕子          | 伊賀山正光 | 赤座美代子(麻鳥マスミ) 西沢利明(乃木)、日尾孝司(矢場) 植田灯孝(マスター)、ユセフ・オスマン(白人の男) 西本良治郎(矢場の子分)、広田正光(浮浪者) 長尾信(ビッコの男)、城春樹(矢場の子分A) 青木卓司(矢場の子分B)、宮地謙吾(矢場の子分C) |
| 11   | 6月14日       | 兇悪の腕           | 多村映美 大野武雄 | 鈴木敏郎   | 黒木憲(黒木刑事) 沢久美子(三富圭子)、高木均(篠原)、 加藤和夫(村上)、団巌(三木) 伊達弘(ブローカー)、渡辺美知子(律子) 石田英二(マスター)、高木真二(殺し屋) 田村義幸(やくざ)、二宮吉右ヱ門(巡査) 町田政則、佐藤吉蔵、正村隆治、小野富士子 浅茅しのぶ(信子)、渥美国泰(宮崎)                                                                            |
| 12   | 6月21日       | 兇悪の空           | 野波静雄          | 鈴木敏郎   | 佐藤允(桐正人) 奈美悦子(香川晴美)、高島稔(梅本) 北真知史郎(和島)、入江正徳(光田) 渡辺千世(マダム)、山田禅二(親爺) 加賀邦男(佐田) |
| 13   | 6月28日       | 兇悪の化粧         | 石松愛弘          | 伊賀山正光 | 安田道代(秋代)、森塚敏(菊地) 入江洋祐(高津)、平田守(役人) 佐藤晟也(沢本)、益富信孝(上島) 土山登士幸(男C)、早乙女リエ(美津子) 松田真理(マダム)、水原仗二(男A) 冷水良信(男D)、桐島好夫(男B) 山口亨、上田敬二、吉田守 |
| 14   | 7月5日        | 兇悪の愛           | 中西隆三          | 永野靖忠   | ジュディー・オング(大須賀京子)、高橋長英(北見) 相馬剛三(看守)、邦創典(管理人) 山口譲(大須賀)、横山繁(刑事A) 松下昌司、松沢勇、美原亮、松本初代 高橋晴雄、小山勝見、今村均、木挽輝香 |
| 15   | 7月12日       | 兇悪の像           | 松山威            | 永野靖忠   | 榊ひろみ(北村君代)、北原義郎(山岡) 河村弘二(石坂)、小林昭二(西沢明男) 小林千枝(小原友美)、松風はる美(西沢亜矢子) 善賢一(峰)、田村義幸(津金)、角友司郎(吉原) 山下則夫、吉沢信子、河野洋子、長谷川誉 松下昌司、高橋晴雄、小山勝見、菅沢恵美子 根上淳(池尻)                                                                                           |
| 16   | 7月19日       | 兇悪の湖           | 今村文人          | 鈴木敏郎   | 工藤堅太郎(木沢昭一) 水原麻記(真由美)、岡部正純(三郎) 深江章喜(辻隆介)、滝島孝二(親爺) 善賢一(運転手)、神田正夫(畑山刑事) 岩崎信忠(鮎沢)、松本敏男(若者) 石川敏(若者)、藤竹修(フロント係) 遠藤公美子(ウエイトレス)、鈴木泰明(アナウンサー) |
| 17   | 7月26日       | 兇悪の友           | 長谷川公之        | 伊賀山正光 | 森次晃嗣(市川俊男)、篠ヒロコ(夕起子) 由利徹(印刷屋の親爺)、田川恒夫(技師)、石垣守一(角塚) 横山繁(刑事A)、松下昌司(刑事B)、高橋晴雄(刑事C) 小山勝見(刑事D)、小甲登志恵(女房)、新田祐子(秘書) 植村謙二郎(岩倉)、田口計(越野) |
| 18   | 8月2日        | 兇悪の里           | 多村映美 露木忍   | 鈴木敏郎   | 北林早苗(加賀城真紀)、江見俊太郎(黒沢) 山岡徹也(九島巡査)、清水一郎(久兵衛) 水上竜子(八重)、桜井浩子(あずさ) 有馬昌彦(浅田)、北真知史郎(雲井) 菅原慎予(田鶴)、青砥洋(デザイナー) 高野隆志(刑事)、善賢一(若者) 三上剛(村越)、石川敏(村人A) 上田敬二(刑事)、永田春美(ボーイ) 渡辺市松(村人B)、中村謙(マネージャー)                                   |
| 19   | 8月9日        | 兇悪の夢           | 宮川一郎          | 伊賀山正光 | 根岸一正(タケシ)、津山洋子(ケイコ) 京春上(佐藤あかね)、松木聖(ミツ子) 日高悟郎(男)、肥土尚弘(若者C) 山田甲一(医師)、山本緑(アパートのおばさん) 伊藤慶子(看護婦長)、西郷昭二(若者A) 善賢一(バーの男)、横山繁(刑事A) 松下昌司(刑事B)、菊池正孝(若者B)、 武藤英司(井沢)、中井啓輔(寺本)、柳生博(島村)                                                 |
| 20   | 8月16日       | 兇悪の正義         | 松浦健郎          | 鈴木敏郎   | 磯村みどり(谷川秋子)、村井国夫(羽山) 小鹿敦(柏木)、真木沙織(令子) 渡辺やよい(トキ)、久野四郎(捜査二課主任) 河合絃司(不動産屋)、ピーター・ウィリアムス(ソルテ) レナタ・ヘロルド(クララ)、竹村清女(夏江) 藤野まゆみ(受付)、松沢勇(社員) 善賢一(本物の羽山)、佐川二郎(山崎) 高城丈二(谷川刑事)                                                        |
| 21   | 8月23日       | 兇悪のメロディー   | 石松愛弘          | 鈴木敏郎   | 佐藤友美(矢島伸子)、山下洵一郎(川辺昭雄) 久地明(ジャンパーの男)、仲塚康介(マネージャー) 横山繁(刑事A)、永谷悟一(佐田) 清水正(役人)、山浦栄(男)、伊藤慶子(佐田の妻) 山下則夫(警官)、森谷正(ボーイ)、石原清美(若い女) 松下昌司(刑事B)、高橋晴雄(刑事C)、小山勝見(刑事D)                                                                              |
| 22   | 8月30日       | 兇悪の芽           | 桜井康裕          | 永野靖忠   | 夏純子(野中妙子)、佐々木剛(清水信治) 田辺進三(上村恒夫)、はやみ竜次(谷川守) 松尾文人(妙子の父)、安藤純子(義母) 遠藤孝子(美知子)、井上真彩子(はるみ) 高品正広(阿野邦之)、平野晴美(店員) 井上正広(男)、杉浦敦子(女) |
| 23   | 9月6日        | 兇悪のシャンソン   | 宮川一郎          | 永野靖忠   | 美輪明宏(サリー丸山、特別出演) 長谷川稀世(外川恵美)、五味竜太郎(丸岡) 増田順司(医師)、山口暁(男A) 畠山麦(男C)、桐島好夫(男B)、宗田千恵子(看護婦) 平井一幸、小野富士子、植田灯孝(吉谷) |
| 24   | 9月13日       | 兇悪の回路         | 岡田光治          | 松島稔     | 地井武夫(ボンバー) 天地聡子(千草)、白石奈緒美(佳子) 江幡高志(時岡)、土井かつえ(京子) 広田正光(滝本)、滝波錦司(伊村刑事) 高野隆志(中年の刑事)、菊地正孝(バーテン) 大泉公孝(若い刑事)、菅沢恵美子(ウェイトレス) |
| 25   | 9月20日       | 兇悪の書斎         | 多村映美          | 松島稔     | 津川雅彦(真谷吾郎)、長内美那子(陽子) 北原文枝(さかえ)、東大二郎(潮田) 浅野進治郎(宇野)、渡辺千世(南海子) 片山滉(院長)、和田恵利子(杉江信子) 龍村直樹(宇野圭一)、市川博史(ボーイ) 達純一(圭一の友人)、長尾信(工事人夫A) 大平和義(工事人夫B)、佐藤吉蔵(看護員)                                                                                       |
| 26   | 9月27日       | 兇悪の番外地       | 松浦健郎          | 松島稔     | 水原弘(渋谷八郎) 菊容子(大曽根眉子)、瞳麗子(大曽根夫人) 宗方奈美(マリコ)、中条静夫(大曽根) 北町嘉郎(万藤)、山田喜芳(金次) 前中克郎(前山)、津路路子(芸者) 大阪憲(ヤクザ)、菊地敏昭(幹部A) 大城清光(幹部B)、伊藤雅司(幹部C) |
| 27   | 10月4日       | 兇悪な愛の終り     | 石松愛弘          | 永野靖忠   | 市原悦子(岡村千恵)、川合伸旺(榊) 林孝一(坂上)、高津住男(岡村信吉) 三戸部スエ、相馬剛三、池田忠夫、田中志幸、桜川梅八 清水正、矢野宏、高野隆志、尾崎ますみ、佐藤一臣 山形勲(大滝和三郎) |
| 28   | 10月11日      | 兇悪の欲望         | 今村文人          | 鈴木敏郎   | 原知佐子(美江子)、岩本多代(根岸優子) 珠めぐみ(牧村紀子)、高杉哲平(根岸仙助) 斉藤英雄(尾島)、戸浦六宏(根岸始)、谷本小夜子(女中) 土山登士幸(滝沢)、南マリ(看護婦)、池田義彦(一郎) |
| 29   | 10月18日      | 兇悪の甘い影       | 多村映美          | 永野靖忠   | 団令子(中丸悦子) 西尾三枝子(中丸久美)、勝部演之(西) 原泉(中丸昌江)、本郷淳(中丸信一郎)、野村明司(鳴海) 小塙謙二(謙二)、久地明(雄三)、河合絃司(小室) 守山竜一、美原亮、畑中猛重 |
| 30   | 10月25日      | 兇悪の青春         | 曽田博久          | 永野靖忠   | 佐野厚子(圭子)、浜かおる(明美) 木下清(石原哲夫)、舟久保信之(勇) 渡辺主税(三郎)、中原早苗(石原弘子) 竜崎一郎(滝)、速水俊夫(店員) 村松恵美子、木挽輝香 南原宏治(悠木一心) |
| 31   | 11月1日       | 兇悪の報酬         | 田仲晃            | 鈴木敏郎   | 光川環世(牧子) 平井昌一(医師)、浜田晃(村越) 伊豆肇、北原義郎、藤里まゆみ 小薗蓉子、相馬剛三、須賀良 木村修、佐川二郎、小田まり、伊藤慶子 吉田さより、荒木景子、作本都、奈三恭子 高瀬ゆり、本峰美津江、竹村清女、木村春江 |
| 32   | 11月8日       | 兇悪の指           | 桜井康裕          | 伊賀山正光 | 有島一郎(関根勘一)、青柳三枝子(由紀) 上田忠好(守口)、加賀邦男(部長) 藤岡重慶(山根)、佐々木功(佐々) 三角八郎(前川)、中村孝雄(小城) 大坪日出代(中年の主婦)、山本緑(団地の主婦) 大沢総一郎(茂)、勝光徳(男) |
| 33   | 11月15日      | 兇悪の肌           | 桜井康裕          | 伊賀山正光 | 左時枝(水沢純子)、長谷川明男(青井登) 大泉滉(浅川)、花岡菊子(女将) 中庸介(ネクタイの男)、入江正徳(玉垣) 宮田光(支配人)、佐々木一哲(バーデン)、大泉公孝(係員) 渋谷健三(飛田)、北川康子(女事務員)、平井佳代(ホステス) 大原和夫(流し)、和田治子(女の子)、新井登(梅本)、白石実(青年)                                                                    |
| 34   | 11月22日      | 兇悪の遊戯         | 多村映美          | 松島稔     | 弓恵子(笠原真知)、稲葉義男(黒田公平) 小林勝彦(石堀辰也)、上野山功一(河津竜次) 佐藤京一(西城邦男)、睦五郎(克見大介) 宇南山宏(経理課長)、榛名潤一(警官) 坂田金太郎(警備係長)、野村光絵(主婦) 長尾信、鹿地史郎 |
| 35   | 11月29日      | 兇悪な蜜の香り     | 橋本綾            | 永野靖忠   | 水野久美(岩下圭子)、和崎俊也(男) 木田三千雄(駅長)、原ひさ子(下宿のお婆さん) 上月佐知子(ミキ)、丹羽たかね(井上和子) 渡辺康子(妻)、鈴木志郎(駐在)、三鈴栄子(文江) 直木晶子(女教師)、遠藤孝子(店員A)、明石螢子(店員B) 打越正八、美原亮、山瀬宏、宮原由美                                                                                              |
| 36   | 12月6日       | 兇悪の子猫たち     | 松浦健郎          | 伊賀山正光 | 山内えみ子(今日子)、森次晃嗣(五郎) 山吹まゆみ(クミ)、桑原幸子(カコ) 潮健児(田中巡査)、中田博久(貝島) 金子信雄(市長)、西本裕行(尾原) 久里みのる(ボン)、山本耕一(山村) 柳川慶子(夕子)、田川恒夫(青年)、柿沢エミ(リン) 安部徹(石丸) |
| 37   | 12月13日      | 兇悪のビーナス     | 岡田光治          | 松島稔     | 太地喜和子(左近竜子) 中尾彬(五代雄一郎) 星美智子(左近常子)、神保共子(西原民枝) 篠原大作、柄沢英二 ブリエンス・ロジャー、菊地正孝、守山竜一 富田仲次郎(左近庄助) |
| 38   | 12月20日      | 兇悪の虚栄         | 多村映美          | 松島稔     | 木暮実千代(津山いく子) 三島耕(千波英治)、守屋俊志(三室啓介) 高杉玄(崎谷)、藤村有弘(熊井平吾) 田中小実昌(藤岡、特別出演)、北町嘉郎(支配人) 仲塚康介(刑事A)、佐川二郎(刑事B) 善賢一(原)、清水照夫(男B) 北川幹雄、榎本英一、栗島宏 |
| 39   | 12月27日      | 兇悪のライフル     | 国弘威雄          | 永野靖忠   | 松橋登(戸崎) 小松方正(塚本)、江戸家猫八(宮寺) 神太郎(三上)、永井玄哉(小柳) 島田茂(岩佐)、北島マヤ(みどり)、江戸家小猫(矢野) 滝島孝二(初老の男)、梅沢実(刑事)、山下勝也(警官) 八百原寿子、伊丹さかえ、藤竹修 藤崎英幸、速水俊夫、市川博史、衣川貞夫 根岸美恵子、夏川圭、射秀容、古沢和芳                                                            |
| 40   | 1974年 1月3日 | 兇悪の望郷         | 今村文人          | 永野靖忠   | 大川栄子(木村秋子、松井洋子) 今井健二(戸塚修)、由利徹(沼本平吉) 内田あかり(歌手)、山岡徹也(上野) 長谷川弘(桂)、団厳(組員A)、五野上力(幹部) 大月優子、木村弓美、佐々木順子 今村昭信、松沢勇、松下昌司、鈴木義紀 星美智子(マダム)、倉岡伸太朗(須藤) 加藤嘉(真中) 片岡千恵蔵(松井良作、特別出演)                                                      |
| 41   | 1月10日       | 兇悪の試験地獄     | 松浦健郎          | 伊賀山正光 | 福田公子(吉永文子)、倉石功(加賀秀三) 浜田ゆう子(中野涼子)、万里昌代(安西レオ) 三谷昇(吉永昭三)、磯野千鳥(松原桐子) 江原一哉(吉永文昭)、森裕介(熊沢) 松下昌司、宮島健、田村義幸、豊田真由美、舘越悦子 武智豊子(ポパイの古女房)、神田時枝(ビヤ樽婆さん)                                                                                              |
| 42   | 1月17日       | 兇悪の新曲         | 長谷川公之        | 伊賀山正光 | 田辺靖雄(糸山修)、小林さち子(糸山陽子) 大堀早苗(日比野ユキ)、君夕子(中川美代) 入江魔子(曙ますみ)、天坊準(半田) 佐山俊二(日比野耕造)、尾形剛(バーテン) 伊藤慶子、岩渕英二、山田甲一 松下昌司、大平和義、斉藤春元 |
| 43   | 1月24日       | 兇悪の霊柩車       | 桜井康裕          | 鈴木敏郎   | 牟田悌三(植垣) 堀越光恵(平本早苗)、楠トシエ(鈴木文江) 乙黒ますみ(篤子)、折原啓子(平本令子) 畠山麦、白鳥勝、豊岡晋、渡辺久子 富田仲次郎(平本) |
| 44   | 1月31日       | 兇悪の野良犬       | 今村文人          | 鈴木敏郎   | 石橋正次(草垣哲夫)、岡田可愛(長谷綾子) 外山高士(塚本)、松風はる美(ママ) 久地明(男A)、松本敏男(三上)、滝島孝二(賭場の男) 木村修、工藤武、麻生竜、中水雪舟 市川ヒロシ、町田政則、新井登、山浦栄 浜村純(長谷岳丸) |
| 45   | 2月7日        | 兇悪のスキャンダル | 曽田博久          | 永野靖忠   | 北林早苗(黒沢幸子)、川辺久造(大沼信一郎) 潮万太郎(寝屋川)、田島義文(上城) 川村真樹(和久田忍)、宇治知美(大河原華絵) 佐々木孝丸(大河原)、市川小金吾(赤石) 坂田金太郎(山中)、はやみ竜次(男二) 桐島好夫(男一)、木内幸二(男三)、吉田さより(洋子) 村上冬樹(鳥羽)                                                                                         |
| 46   | 2月14日       | 兇悪のヘッドライト | 中西隆三          | 松島稔     | 沢たまき(マダム) 梶三和子(江沢洋子)、岡崎二朗(紅村直樹) 目黒幸子(松田由紀)、河合絃司(松田源一) 籾山豊(松田徹)、松下達夫(紅村) 山崎純資(勝次)、藤園貴己子(春枝)、日高三郎(鑑識員) 伊沢一郎(江沢)、大泉滉(親爺) |
| 47   | 2月21日       | 兇悪の顔           | 佐治乾            | 松島稔     | 新藤恵美(亜紀)、真山知子(真由美) 内田勝正(ドス健)、日尾孝司(淡野組幹部) 小笠原まり子(春子)、武田昌之(浩一)、福山象三(江戸川) 土山登士幸、木原正二郎、菊池英一、打越正八 高野隆志、梅沢実、高林謙、渡辺安章 宮地謙吾、大城清光、代田和也、木村元保 川村もりひろ、久保木利貴、谷田部孝治、高品正弘、志田登 内田良平(三浦)                            |
| 48   | 2月28日       | 兇悪のサンバ       | 松山威 山田正人   | 吉川一義   | 山田太郎(林順太)、加藤小代子(レミ) 松川勉(佐川)、北町嘉郎(課長) おがた愛(歌手)、流あゆ子(ヒロ子) 仲塚康介(支配人)、木村修(係員) 田沢祐子(ホステス)、斉藤マリ子(ゴーゴーガール) 井上正弘、吉永勝、池上明治 清水彰(大友)、渥美国泰(金子) |
| 49   | 3月7日        | 兇悪のレンズ       | 橋本綾            | 吉川一義   | 若林豪(久我晃) 菅貫太郎(東弘一)、三角八郎(大森) 久野四郎(刑事A)、土屋靖雄(助手B) 轟謙二(刑事B)、平井武(助手A) 三井亘(ドライバー)、斉藤浩子(少女) 高野隆志(医師)、清水照夫(東の子分B) 菊地敏昭、木幡春雄、宇都宮公久、綾部洋三 小鹿番(香港から来た男)                                                                                               |
| 50   | 3月14日       | 兇悪の陽だまり     | 田仲晃            | 松島稔     | 松木路子(田所千鶴)、司美智子(川口朱実) 細川俊夫(原)、白根一男(医師) 手塚茂夫(宮島)、阿部希郎(倉谷) 中村俊男(ルーシェン)、川瀬ミキ(事務員) 山本武(影の男)、山本麟一(森戸重蔵) 北山直木、石川敏、山田甲一、菊地正孝 大家博、守山竜二、市川博史、二宮吉右ヱ門                                                                                         |
| 51   | 3月21日       | 兇悪の逃亡者       | 多村映美          | 伊賀山正光 | 砂塚秀夫(前畑吉次)、葉山葉子(康子) 有馬昌彦(真船)、山田禅二(大原)、近江佳世(麻子) 伊藤慶子、小甲登枝恵、山田甲一 高月忠、白鳥勝、麻生竜、津金剛 美原亮、五野上力、豊田真由美、郷内栄喜 江見俊太郎(田川)、田中三津子(みや) 根岸明美(深沢美弥子) |
| 52   | 3月28日       | 兇悪               | 橋本綾            | 永野靖忠   | 出門英(安原誠)、深江章喜(田丸) 伊豆肇(野崎)、北原義郎(小山) 打越正八、高林謙、田沢祐子 福田悟、松下昌司、渡部市松 佐々木孝丸(佐島耕造) |

### 第2シリーズ
| 回数 | 放送日         | サブタイトル                                              | 脚本              | 監督       | ゲスト |
| ---- | -------------- | --------------------------------------------------------- | ----------------- | ---------- | --- |
| 1    | 1974年 10月3日 | 兇悪のアリバイ                                            | 石松愛弘          | 永野靖忠   | 中村玉緒(田代志津子) 内田朝雄(河島)、黒沢良(森下) 天本英世(安元)、高城淳一(木崎) 戸川暁子(女中)、木川哲也(大友)、相原巨典(弁護士) 尾崎美奈、山本良良、平井一幸、岡崎かおる |
| 2    | 10月10日       | 兇悪の傷痕                                                | 桜井康裕          | 松島稔     | 黒沢のり子(佐藤典子)、木下清(治郎) 宇南山宏(小倉)、倉石一旺(玉川邦夫) 建部道子(医局員)、山本緑(看守) 八百原寿子(看守)、小甲登枝恵(主婦) 山川弘乃(掃除婦)、市原悦子(石川伸子) 高野隆志、比良元高、柳原幸一 宮地謙吾、吉沢信子、市川ひろし、石原清美 舟久保信之、高品正弘、尾形とも子、板橋美恵子 |
| 3    | 10月17日       | 兇悪の序曲                                                | 石松愛弘          | 永野靖忠   | 宮本信子(本多和子)、財津一郎(国崎) 佐藤京一(入道)、高桐真(唐沢)、入江正徳(浜野) 山田光一(労務主任)、土山登士幸(男A)、五野上力(男B) 亀山達也、松本敏男、山下則夫 大家博、三橋幸男、溜健二、植原繁樹 |
| 4    | 10月24日       | 兇悪の火                                                  | 桜井康裕          | 永野靖忠   | 夏純子(北川美弥)、谷口香(きみ) 森祐介(大崎邦雄)、間瀬千恵(歌手) 新山えつや(記者A)、東ひでや(記者B) 加賀邦男(尾山) |
| 5    | 10月31日       | 兇悪のカナリヤ                                            | 橋本綾            | 松島稔     | 池玲子(蘭れい子) 石田信之(前原三郎)、幾野道子(矢部敬子) 八代順子(矢部葉子)、高野隆志(医者) 守山竜二(役員)、高林謙(秋川の秘書) 菊地正孝(事務員)、蜷川幸雄(村井) 中田博久(黒田)、谷川みゆき(女学生A) 竹田紀子(女学生B)、池上明治(新聞記者) 高品格(秋川) |
| 6    | 11月7日        | 兇悪の母                                                  | 石松愛弘          | 永野靖忠   | 小畠絹子(村田文江)、中条静夫(岡野) 新海百合子(友子)、西本裕行(村田一郎) 上月佐知子(小沢の妻)、菅原正美(歌手) 川代家継(宏一)、柴田昌宏(高松) 戸浦六宏(小沢)、渥美国泰(岩佐) 吉田守(ボーイ)、鹿地史郎(少年A)、貝之瀬一夫(少年B) 麻生竜(少年C)、山内友宗(小沢の息子)、関美矢子(娘) |
| 7    | 11月14日       | 兇悪の黒い天使                                            | 多村映美          | 松島稔     | 影万里江(上坂晶)、富田仲次郎(勝又) 本田みちこ(瀬川照子)、山田禅二(貸付課長) 沖田駿一(林)、津村秀祐(松木) 内山恵志(横田社長)、鷹西雅裕(秘書) 山田芳夫(重役A)、城所守(重役B) 田川恒夫(フロント主任)、厳弘志(部長) 木村元保(警備員)、江藤昭(武村)、鈴木義紀(警官) 田上和子(女秘書)、角口俊隆(従業員)、岡村浩(少年) |
| 8    | 11月21日       | 兇悪の燦めき                                              | 橋本綾            | 永野靖忠   | 松尾嘉代(伊能妙子) 玉川伊佐男(島本)、近藤宏(浦上) 三夏伸(石黒)、高月忠(佐山) 八百原寿子(女A)、加藤嘉(伊能正幸) ふじゆきえ(澄江)、ふじはなこ(花子) 今村堅光(支配人)、田沢佑子(店員) 宮島健(チンピラ)、佐川二郎(男) 新島剛(警官)、橋本千枝子(女の子) 山形久美子(女店員)、岡田恵子(女B) |
| 9    | 11月28日       | 兇悪の口紅                                                | 桜井康裕          | 松島稔     | ジュディ・オング(河辺志津)、潮万太郎(甚造) 池田駿介(西川務)、霧島八千代(沖山江津子) 高林謙(フロント係)、守山竜二(河辺) |
| 10   | 12月5日        | 兇悪の星                                                  | 廣澤榮            | 鈴木敏郎   | 佐々木剛(育野久雄)、奈良富士子(本宮初枝) 桂小益(コウちゃん)、内海好江(太ったおばさん) 内海桂子(子連れの主婦)、橘家三蔵(ジャンパー) 桂文平(どもり)、守屋俊志(松本富治) 福田悟(ゴン)、槙ひろ子(松本とよ) 谷本小夜子(美容師)、岩崎智江(橋田節子) 北川陽一郎(課長)、木島幸(ホステス) 小甲登枝恵(主婦)、打越正八(管理人) 田中久子、大野広高、平井一幸 木村元保、井上正宏、紀田良子 田代みどり、辻直行、岩渕英治、小宮美保 小鹿番(タイエン)、増田順司(教育長) |
| 11   | 12月12日       | 兇悪の夢                                                  | 今村文人          | 伊賀山正光 | 長門裕之(長津田)、伊豆肇(柴崎) 柳川慶子(糸江)、堺左千夫(組合員一) 小磯マリ(女事務員)、寺田誠(柿沼) 伊藤慶子(女中)、横山繁(組合員ニ) 高橋晴雄(店員)、奥野建明(正雄)、小池朱実(幸子) |
| 12   | 12月19日       | 兇悪の空白                                                | 多村映美          | 永野靖忠   | 西尾恵美子(三原りえ) 勝部演之(石津雄吉)、山吹まゆみ(ミミのマダム) 岡部正純(金田)、服部哲治(遠山) 土屋靖雄(徹次)、西川敬三郎(本多医師) 久地明(兇悪犯)、はやみ竜次(及川刑事) 山田光一(刑事A)、五野上力(刑事B) 奥山幸夫(管理人)、小塙謙二(三原修) 今藤乃利央(客)、佐々木務(偽警官A) 中村譲(偽警官B)、松本柳太郎(係官) 原島健二(警官A)、佐久間芳夫(警官B) |
| 13   | 12月26日       | 兇悪の噴煙                                                | 桜井康裕          | 松島稔     | 武原英子(林由紀) 潮万太郎(林)、河合絃司(野木) 桜川梅八(男)、高林謙(フロント係) 池田駿介(浦川)、山下則夫(秘書) 河野和江(お手伝い)、美原亮(ある男) 見明凡太郎(皆岡) |
| 14   | 1975年 1月2日  | 兇悪のロマン                                              | 松浦健郎          | 永野靖忠   | 浜田ゆう子(道家雪絵)、坊屋三郎(乞食大統領) 小野千春(池上実子)、橘家三平(乞食元帥) 曽我廼家明蝶(道家仙太郎)、橘家二三蔵(乞食大将) 橘家竹蔵(若い乞食)、鈴木正勝(バーテン) 河野洋子(ジュン)、山本相時(ボーイ) 勝光徳(月山)、村松美枝子(夏木秋子) 森山田石、川岡豊、板橋恵美子、中村譲、松井正博 |
| 15   | 1月9日         | 兇悪の 故郷（ふるさと）                                   | 石松愛弘          | 吉川一義   | 赤座美代子(吉井和子)、伊藤久哉(木下) 野々村潔(吉井)、宗近晴見(寺崎)、平野稔(男A) 松本敏男(男B)、菊地正孝(記者A)、大家博(記者B) 竹村清女、香山秀美、関口志津子 |
| 16   | 1月16日        | 兇悪の青い鳥                                              | 岡田光治          | 永野靖忠   | 中原早苗(千代)、下條アトム(小倉伸一) 福岡正剛(赤城係長)、二階堂千寿(一子) 伊藤豪(中本浩三)、田所千鶴子(老婆) 片桐陽子(小倉佳子)、中原正之(梶川) 小林誠(警官)、宮島健(松浦) |
| 17   | 1月23日        | 兇悪の誇り                                                | 岡田光治          | 松島稔     | 仲谷昇(石倉英吉) 加茂さくら(川喜多梨花)、神田隆(黒岡栄三郎) 北原義郎(久原省三)、西田健(芝辻一郎) 河合絃司(機動隊隊長)、相馬剛三(谷村刑事) 里木佐甫良(清掃人)、山下則夫(秘書) 河村弘二 |
| 18   | 1月30日        | 兇悪の父子                                                | 桜井康裕          | 永野靖忠   | 金子信雄(芝木良三) 服部妙子(芝木るみ子)、水村泰三(芝木久夫) 竹井みどり(女子高校生)、佐々木孝丸(内海) 永谷吾一(重役)、巌弘志(医者) 高林謙(男A)、池上明治(秘書) 井上真彩子(ウェイトレス)、片山洋右(運転手) 木村修(記者A)、木村元保(サンドイッチマン) 福島嘉昭、萩原竹夫、堀めぐみ、角口俊隆、江本博昭 |
| 19   | 2月6日         | 兇悪の十字架                                              | 橋本絲            | 吉川一義   | 竹下景子(坂崎圭子)、名古屋章(中村) 山下雄三(高岡浩二)、司美智子(滝川江理子) 中井啓輔(三田村秀次)、穂積隆信(望月) 上野綾子(坂崎道代)、田中力(坂崎俊介) 田中志幸(佐川)、山田芳夫(医者) 守山竜二(牧師)、佐藤吉蔵(鑑識員) 工藤ミナ子(江理子の友人)、伊坂敦子(ホステス) 千輝ひとみ(看護婦)、篠部一彦(工員) 高岡典子(女学生A)、斉藤京子(女学生B) |
| 20   | 2月13日        | 兇悪の純愛                                                | 桜井康裕          | 松島稔     | 朝丘雪路(茜ひとみ)、山下洵一郎(尾川英之) 小桜京子(珠子)、黒部進(中根澄夫) 佐藤晟也(田所進)、山本緑(主婦) 高品正弘(影山)、山田光一(俳優A) 八百原寿子(女優)、山浦栄(俳優B) 尾形とも子(事務員)、工藤知彰(子供) |
| 21   | 2月20日        | 兇悪の白い花                                              | 廣澤榮            | 永野靖忠   | 鮎川いづみ(窪川恵子)、吉田次昭(伊佐山務) 三角八郎(前田)、井波由起子(土井洋子) 島田茂(生方)、大村千吉(管理人) 喜多操(ウェイトレス)、川岡豊(若林和男) 大家博(学生B)、黒瀬領二(学生A) 木村元保(男)、村松春市(学生C) 西森潤子(レジの女)、山尾司(機動隊員) |
| 22   | 2月27日        | 兇悪の夫婦                                                | 白坂依志夫        | 松島稔     | 弓恵子(三河葉子) 長谷川明男(小谷昭治)、京春上(小谷マキ) 前村麻由美(三河君子)、佐川二郎(アパートの男) 吉沢信子(若い主婦)、篠原大作(アナウンサー) 村山達也(森)、藤竹修(記者) 江藤昭(男A)、漆原桂子(六鹿令子) 田老久美子(笹井恵子)、榊原英俊(男B) 金田龍之介(三河良介) |
| 23   | 3月6日         | 兇悪の夜の蝶                                              | 桜井康裕          | 永野靖忠   | 篠ヒロコ(浅野葉子) 大石悟郎(徹)、手塚茂夫(下川実) むつみ愛(真弓)、小高まさる(有本) 谷本小夜子(マリ)、田中明夫(落合誠造) 村松美恵子(看護婦)、並木静夫(当直医) 清水照夫(男)、山本相時(社員) 小野富士子(下川の妻)、町田早苗(看護婦) |
| 24   | 3月13日        | 兇悪の献身                                                | 岡田光治          | 吉川一義   | 小山明子(水科あやか) 根上淳(中本徹也)、嵯峨善兵(酒匂静山) 山岡徹也(武藤)、野口元夫(植松) 小笠原まりこ(虹子)、石川博(三村秀夫) 山口譲(警官)、木村八郎(所長) 久地明(安川)、伊藤健(バーテン) 菅原慎予(中本の妻)、高野隆志(友田) 岩下倞子(受付係)、鈴木義紀(鑑識係) 松下昌司(旅館の主人)、関口志津子(女子職員) 二宮吉右ヱ門(刑事)、小林リンダァーン(弟子) |
| 25   | 3月20日        | 兇悪の霧                                                  | 桜井康裕          | 田中秀夫   | 榊ひろみ(宮原俊子) 有沢正子(内田明子)、久松保夫(森亮介) 磯村千花子(奥山ふゆ)、綾川香(宮原昌治) 入江正徳(運動員)、伊藤洋一(宮原治) 殿山泰司(大上則之) |
| 26   | 3月27日        | 兇悪の友情                                                | 松浦健郎          | 田中秀夫   | 珠めぐみ(井関眉子)、ひしみゆり子(悠子) 幾野道子(矢部夫人)、竜崎一郎(貝山) 藤山浩二(高松)、佐藤京一(男一) 高杉玄(幹部)、仲塚康介(マネージャーA) 木村修(マネージャーB)、五野上力(男二) 清水照夫(男三)、正村隆治(若い男)、石原清美(若い女) 浜村純(浜崎) |
| 27   | 4月3日         | 兇悪の炎                                                  | 安藤日出男        | 永野靖忠   | 原知佐子(斉藤芳江)、都家かつ江(宮本かつ江) 人見きよし(三上久男)、今村原兵(服部) 石川えり子(斉藤光子)、立花直樹(ジョージ・川井) 丹阿弥谷津子(小森文子)、中島元(小森吾郎) 田川勝雄(芳江の父)、松川清(職員) 林光子(芳江の母)、坂井すみ江(三上の妻) 右下恭彦(作業員)、島山昌次(支配人) 今村均(ボーイ)、内田美智代(女の子) 佐藤正弘とスティングレー(ロックバンド) |
| 28   | 4月10日        | 兇悪の生証人                                              | 石松愛弘          | 永野靖忠   | 水原麻記(良子)、富田仲次郎(神崎) 上野山功一(平林)、内田勝正(西山) 高松政雄(署長)、松尾文人(年輩の男) 高林謙(島野)、山下勝也(刑事A) 山下則夫(刑事B)、三城貴子(圭子)、工藤聖一(若者) |
| 29   | 4月17日        | 兇悪の武者人形                                            | 国弘威雄          | 松島稔     | 垂水悟郎(牧村)、森塚敏(磯山) 高木均(沼崎)、天王寺虎之助(根本) 藤山律子(原田安子)、小笠原まりこ(みすず) 遊佐ナオ子(光子)、土山登士幸(石橋) 伊藤慶子(花枝)、吉水慶(大島) 打越正八(吉村)、守山竜二(早坂)、 福島嘉昭(林)、角田英介(敏雄) 岩川ひとみ(房江)、冷水良信(小林) 井上正宏(フロント係)、泉水直子(女秘書) 加藤嘉(荻野部長刑事) |
| 30   | 4月24日        | 兇悪の入試                                                | 国弘威雄          | 吉川一義   | 山形勲(松野健太郎)、楠田薫(山上すみ江) 速水亮(大和田正樹)、小島三児(佐山) 沢井桂子(美保子)、川村真樹(みどり)、津野哲郎(西野) 相馬剛三(村田)、遠藤孝子(花枝)、稲川善一(飯田) 大原百代(よし子)、田口和政(山上広志)、飯島洋美(なおみ) 木村修(記者A)、江藤昭之(記者B)、豊岡晋(高校生) 植原繁樹(記者C)、高橋義則(記者D)、吉川清一(記者E) |
| 31   | 5月1日         | 兇悪のプレゼント                                          | 桜井康裕          | 鈴木敏郎   | 常田富士男(島崎正)、伊豆肇(近藤四郎) 香川良介(桜井)、紅景子(田上清子) 高城淳一(大木)、岡部正純(久米)、金井進二(飯塚) 工藤聖一(川口)、鈴木政晴(義夫)、山田光一(主任) 大屋満(管理人)、五野上力(運転手)、名達ますみ(保母) 松下昌司(医者)、坂本幸子(店員)、大森路子(園児A) |
| 32   | 5月8日         | 兇悪のバラード                                            | 廣澤榮            | 永野靖忠   | 和崎俊哉(柏倉喜年)、木村夏江(矢代圭子) 水島弘(高垣信之)、細川俊夫(榊原達男) 早川雄三(日方行光)、佐々木梨里(武藤春枝) 福田妙子(矢代いね)、朝倉一(医師) 滝島孝二(漁民A)、山本武(石原嘉一郎) 中野好明(アナウンサー)、佐川二郎(漁民B) 三橋幸男(男A)、宮島健(男B) |
| 33   | 5月15日        | 兇悪の街角                                                | 野波静雄 多村映美 | 鈴木敏郎   | 高林由紀子(岬明子)、浜田ゆう子(実子) 神田隆(太田)、中田博久(佐伯) 河村弘二(大川竜造)、長島隆一(沼田) 風間千代子(道子)、小磯マリ(看護婦)、津金剛(滝) 平野稔(医師)、河合絃司(紳士)、桐島好夫(吉井) 菅原慎予(志津江)、山本緑(竹村)、安宅忍(支配人) 河野洋子、平田晃代、宇野静代 高木美弥子、守山竜二、高橋晴雄、大坪晶子 |
| 34   | 5月22日        | 兇悪の甘い肌                                              | 松浦健郎          | 永野靖忠   | 北川美佳(内山輝子)、大村文武(成田英次) 見明凡太朗(中山圭太)、市地洋子(夏川ジュン) 中島公子(ヒカル)、高利十一(酔漢A) 大屋満(酔漢B)、左昇平(酔漢C) 鈴木義紀(事務員)、足立義夫(バーテン) 安達由起(女中)、伏木和章(ボーイ)、島陽司(警官) 高品格(石原久夫) |
| 35   | 5月29日        | 兇悪の裏帳簿                                              | 今村文人          | 吉川一義   | 市毛良枝(鈴川リサ)、松山照夫(アル中の男) 立原博(小川刑事)、五味竜太郎(牧) 森みつる(リサの姉)、中庸介(商人風の男)、 ファイティング・原田(サラリーマン風の男) 土屋靖男(マスター)、仙波和之(品田) 高野隆志(医師)、武田博(金山)、木村元保(牛乳屋) 若林豪(滝本庄平) |
| 36   | 6月12日        | 兇悪のふれあい                                            | 橋本絲            | 吉川一義   | 藤田弓子(川口ゆき子) 平田昭彦(北川)、菅貫太郎(篠原吉雄) 矢野宣(栗山)、千波丈太郎(足立) 宇南山宏(刑事A)、夏木章(宮野) 田川勝雄(刑事B)、水原仗二(組員A) 松本敏夫(組員B)、高林謙(バーテン) 貝之瀬一夫(検屍員)、横川まゆみ(ホステス) |
| 37   | 6月19日        | 兇悪の倒産                                                | 桜井康裕          | 永野靖忠   | 村瀬幸子(伊東はな)、佐原健二(道原) 北原義郎(田代兼三)、杉義一(刑事A) 三遊亭遊三(魚屋)、大森久綱(伊東昌一) 関時夫(刑事B)、土山登士幸(幹部社員) ディック・ミネ(部長刑事)、相沢治夫(重役) 浅若芳太郎(駅ビル主任)、鈴木修司(源吉) 作本都(ひろみ)、橘紀美(かおり)、島村佳江(ちぐさ) |
| 38   | 6月26日        | 男のうたは兇悪                                            | 廣澤榮            | 永野靖忠   | 神山繁(小谷英明) 谷口香(森山紀子)、西本裕行(池谷忠男) 伊東光一(柴田尚武)、斉藤英雄(森田範雄) 相原巨典(岩渕部長)、打越正八(マンションの管理人) 中野順子(ホステスA)、大原真理子(ホステスB) 南美江(小谷清子)、渥美国泰(伊佐山侠一) 中平良夫(警官)、美原亮三(寮の管理人) 石原清美(オフィスガール)、栗島宏(会田の少年時代) 青柳鉄也(小谷の少年時代)、水永裕次郎(クラブハウスの係員) |
| 39   | 7月3日         | やさしい兇悪                                              | 廣澤榮            | 天知茂     | 牟田悌三(湯山正男)、天池総子(湯山とき子) 穂積隆信(職安の吏員)、潮万太郎(警視長) 北町嘉朗(傷の男)、松崎真(椙山勇) 桜井浩子(夜の女)、岡部正純(額ぎわの薄い男) 柳家小えん(タクシーの運転手)、池田駿介(警官) 中井徹(湯山賢治)、土屋靖雄(髭だるま) 宮浩一(猪俣昌伸)、京春上(食堂の女) 北竜介(窪川欣造)、小田草之介(強盗未遂の男) 山田喜芳(船員B)、沢井三郎(おじさん) 山崎純資(県警の警官)、広瀬康治(別のおじさん) 桜川梅八(内藤貞雄)、高林謙(乾分A) 工藤聖一(乾分B)、桧山くるみ(食堂の女) 降旗慶一(乾分Ｃ)、麻生竜(乾分D)、松丸登志乃(きみ子) (友情出演) 桜町弘子(屋台の女将)、弓恵子(だるま船の女) 毒蝮三太夫(だるま船の船頭)、倉丘伸太朗(船員) |
| 40   | 7月10日        | 兇悪の棺桶                                                | 松浦健郎          | 吉川一義   | 西沢利明(平手英次)、田坂都(平手弓江) 大森義夫(石坂鉄造)、浜田寅彦(山寺金次郎) 天津敏(神戸社長)、伊沢一郎(城西署署長) 小鹿番(小平専務)、小野恵子(石坂洋子) 水上竜子(村内ミサ子)、佐々木功(来宮伸一) 団巌(取巻の男)、木村八郎(牧師) 槙ひろ子(石坂夫人)、河野洋子(同房の女) 金子時雄(黒革手袋の男)、松下昌司(刑事A) 菊池正孝(刑事B)、さとうやすあき(桂太) |
| 41   | 7月17日        | 生きてるだけの兇悪                                        | 今村文人          | 吉川一義   | 藤圭子(小倉涼子) 川辺久造(北見健一郎)、植田峻(河辺亨) 大森不二香(由紀)、佐川二郎(岡谷昇) 大沢晴美(ミドリ)、伊藤慶子(アパートの住人) 大友柳太朗(石垣) |
| 42   | 7月24日        | 兇悪の時効                                                | 土橋成男          | 永野靖忠   | 川口敦子(柳下宏子) 村田知栄子(緑川敏恵)、福田豊士(柳下洋介) 水沢有美(吉岡道子)、佐藤富造(医師) 加藤弘二(記者)、木村修(警官) 平沢信夫(やくざA)、鶴田直弥(やくざB) 加賀俊隆(やくざC)、長谷川淳史(柳下徹) |
| 43   | 7月31日        | 兇悪の密室                                                | 安藤日出男        | 小山幹夫   | 内田朝雄(片桐俊次) 南道郎(沼田登)、富田浩太郎(上野克介) 有吉ひとみ(明石節子)、野口元夫(五十嵐泰造) 森裕介(佃五郎)、ケーシー高峰(金沢誠) 穂積隆信(庭野)、山田禅二(藤本) 谷本小夜子(小西正江)、佐々木康子(五十嵐静子) 山田光一(研究員A)、山本相時(研究員B) |
| 44   | 8月7日         | 兇悪のヌード                                              | 松浦健郎          | 永野靖忠   | 川崎あかね(堀内久子) 今井健二(星川)、小牧リサ(鮎子) 浅見小四郎(城山)、若柳禄寿(若柳) 佐々木孝丸(監察官)、神章子(アベックの女) 永谷悟一(氏家修平)、菊池正孝(アベックの男) 井上紀美(かおり)、作本都(ひろみ) 島村夏子(ちぐさ)、大谷進(高水) 横川真弓(ビキニの女)、松下昌司(医師) |
| 45   | 8月14日        | 洞爺湖に散った兇悪                                        | 桜井康裕          | 永野靖忠   | 風見章子(諸口信乃) 北川めぐみ(諸口雪子)、桜井浩子(児玉康子) 吉田豊明(益川隆)、桜川梅八(警備員) 高林謙(ボーイ)、池上明治(小池徳治) 倉岡伸太郎(フロント係)、北町嘉郎(ウェイター) |
| 46   | 8月21日        | 兇悪の閃光                                                | 安藤日出男        | 松島稔     | 高田美和(島田淑子) 賀原夏子(島田ふじ)、深江章喜(矢崎徹) 松木路子(富永弘子)、平井昌一(岡本芳男) 武藤英司(村木)、武内亨(斉藤) 藤山浩二(丹野)、轟謙二(川手) 新海丈夫(丹野組々員A)、沖田駿一(三上) 桜川梅八(中年の紳士)、白鳥勝(丹野組々員B) 高樹真理(女事務員)、下田智代子(病院の事務員) 田崎潤(山形) |
| 47   | 8月28日        | 兇悪の警察手帖                                            | 多村映美          | 田中秀夫   | 宗方奈美(尾形綾子)、村上不二夫(田崎十九二) 八名信夫(安川)、木田三千雄(竜岡鉄次) 郡司良(天動奏助)、山本昌平(真木綻治) 松本克平(金子) 若柳禄寿(禄)、作本都(ひろみ) 島村夏子(ちぐさ)、高野隆志(石丸) 大原和夫(流し)、加勢秀雄(ボーイ) 菅野裕(マモル)、駒沢とよ子(秘書) |
| 48   | 9月4日         | 兇悪なすずらんの女                                        | 今村文人          | 永野靖忠   | 赤座美代子(中田千枝)、倉岡伸太朗(倉持浩一) 稲葉義男(北川英三郎)、北町嘉朗(的場) 浅野進治郎(大野喜十郎)、岸井あや子(時子) 高林謙(原)、工藤聖一(ボーイ) 高橋裕子(幸子)、石原清美(秘書)、臼井秀樹(勉) 藤原釜足(久地武吉) |
| 49   | 9月11日        | 兇悪の射殺命令                                            | 多村映美          | 吉川一義   | 嵯峨三智子(坊城美和) 茶川一郎(加西芳郎)、潮万太郎(戸沢浩之助) 轟謙二(支配人)、一ノ瀬玲奈(戸沢由香) 仲塚康介(竹本)、進藤幸(旅館の女将) 桜川梅八(旅館の主人)、山崎純資(フロント係) 高林謙(ボディガード)、小野朝美(婦人警官) |
| 50   | 9月18日        | 兇悪の金 （次回予告では 「金」は「かね」と 読んでいる。） | 松山威            | 田中秀夫   | 佐々木剛(佐川鉄男)、鮎川いづみ(牧小枝子) 中田博久(松宮)、伊達三郎(岩佐) 剣持伴紀(沖達也)、北村晃一(原口) 山崎猛(金井三郎)、野村光絵(女中) 永井譲滋(足立)、エンベル・アルテンバイ(谷川) 溜健二(山内)、百良雄(店員) |
| 51   | 9月25日        | 優雅な兇悪                                                | 廣澤榮            | 吉川一義   | 葉山葉子(新藤恭子) 玉川伊佐男(堂脇義雄)、江幡高志(吉岡英世) 加藤和恵(堂脇文子)、上野綾子(団地の主婦) 松本敏男(篠田勇)、原口信行(フロント係) 八百原寿子(主婦A)、名達ますみ(主婦B) 日隅利行(ボーイ)、ジョン・ドケネ(フランス人の重役) 佐久間勉(ルーム係A)、二村義育(ルーム係B) 渋谷由美子(堂脇の娘)、藤原哲也(堂脇の息子) |
| 52   | 10月2日        | 兇悪の再会                                                | 石松愛弘          | 永野靖忠   | ジャネット八田(小川伸子) 天本英世(大和田)、西田健(山野) 黒部進(黒崎)、入江正徳(総務部長) 多田幸雄(君塚)、若柳禄寿(禄) 作本都(ちぐさ)、波多野万理(ひろみ) 大原みどり(かおり)、河合絃司(沼崎) 永谷吾一(弁護士)、五野上力(男A) 高林謙(男C)、美原亮三(地元民A) 菊地正孝(地元民B)、比良元高(男D) 武内正治(男E)、守山竜二(村田) 中西正(男F)、三沢正子(女秘書) 佐藤達郎(男B)、北見敏之(男G) 大沼規男(サラリーマン)、西森潤子(妻) |
| 53   | 10月16日       | 兇悪の無実                                                | 桜井康裕          | 吉川一義   | 小池朝雄(秋本明) 榊ひろみ(秋本富子)、星美智子(新井房江) 西本裕行(新井)、滝川潤(村川) 山口譲(夫A)、菅原慎予(妻A) 伊藤慶子(おかみさんA)、若柳禄寿(禄) 作本都(ちぐさ)、波多野万理(ひろみ) 大原みどり(かおり)、香住恵子(真弓) 大池育子(保母)、八百原寿子(おかみさんB) 名達ますみ(妻B)、木村修(記者A) 佐川二郎(村上)、山浦栄(夫B)、仲塚康介(男) 谷尚江(由佳)、江藤昭(バーテン)、高橋晴雄(寿司屋) |
| 54   | 10月23日       | 兇悪の砂丘                                                | 今村文人          | 松島稔     | 小山明子(牧原和子)、赤木春恵(二宮節子) 森川千恵子(二宮祐子)、倉島襄(山之内孝之介) 高林謙(浜中)、山崎純資(フロント係) |
| 55   | 10月30日       | 兇悪の花道                                                | 赤川次郎          | 松島稔     | 待田京介(佐伯)、神田隆(堀田) 牧美佐緒(服部良江)、田島義文(原田) 加橋かつみ(歌手)、森田めぐみ(堀田美樹) 市川小金吾(林)、若柳禄寿(禄) 波多野万里(ひとみ)、大原みどり(かおり) 槙ひろ子(女中)、平沢信夫(やくざ) 村松美枝子、吉田利香 |
| 56   | 11月6日        | 兇悪の情事                                                | 国弘威雄          | 吉川一義   | 杉本美樹(真理子) 三角八郎(支配人)、ダン・ディピートロ(ノンブル) トニー・セテラ(ホルン)、吉田守(インターン) 野路きくみ(美沙子)、三枝洋子(清水景子) 鏡レオ(ウェイトレス)、池田恭子(清水純子) 松下昌司(刑事A)、藤林吉伸(刑事B)、木村雄(刑事C) |
| 57   | 11月13日       | 兇悪の壁                                                  | 国弘威雄          | 永野靖忠   | 吉行和子(鈴木よし子)、関時男(店長) 南雲祐介(兄貴分)、早川絵美(ウェイトレス) 岡田淳二(管理人)、中野好明(アナウンサー) 佐藤善邦(やくざA)、新沼水博(やくざB) 拳鍈司(警官A)、渡辺幸雄(警官B) |
| 58   | 11月20日       | 兇悪の雨に濡れて                                          | 今村文人          | 松島稔     | 岡田眞澄(黒木誠二) 松本留美(黒木早苗)、加賀邦男(菱田) 安藤三男(幹部)、佐藤京一(男一) 若尾義昭(幹部B)、鳥井忍(男A) 清水照夫(男二)、横山繁(若い男) 作本都(ちぐさ)、波多野万里(ひとみ) 加川真規(売春婦)、井上三千男(男B) 山田光一(牧師)、三島一夫(ごつい男) 久保田吾朗(係官)、秋みちる(少女) |
| 59   | 11月27日       | 兇悪の三億円                                              | 桜井康裕          | 永野靖忠   | 宮園純子(寺沢敏江) 安部徹(安井鉄造) 森次晃嗣(柿本昌夫)、北町嘉朗(県警の刑事) 茶川一郎(茶山[友情出演]) 三浦布美子(文江[友情出演]) 大森久綱(寺沢清二)、山田光一(主任刑事) 安部浩子(女店員)、武井ゆう子(女工) |
| 60   | 12月4日        | 兇悪のお母さん                                            | 西沢裕子          | 伊賀山正光 | 中原早苗(富田安子)、大塚吾郎(土田) 山本廉(富田総次郎)、小谷真規子(富田民子) 宮田洋容(主人)、ふじはなこ(おかみさん) 若柳禄寿(禄)、波多野万里(ひとみ) 山口譲(事務員)、松下昌司(刑事) |
| 61   | 12月11日       | 兇悪の美女                                                | 松浦健郎          | 吉川一義   | 君夕子(半村アキ)、戸板順子(半村ユミ) 伊豆肇(常務取締役)、真咲美岐(半村静江) 小田まり(原口弘子)、堀勝之祐(堀内) 山本總(野村勝二)、城海峯(赤星) 森祐介(畑中)、大村千吉(着流しの男) 麻生龍(朝妻強)、鈴木義紀(青年社員) 佐藤吉蔵(鑑識員)、佐藤蔵雄(支店長) 中村竹弥(半村平七郎) |
| 62   | 12月18日       | 兇悪の超特急                                              | 松原佳成          | 永野靖忠   | 藤巻潤(荒井)、八並映子(順子) 梅田智美(洋子)、藤岡重慶(丸岡) 高城淳一(谷山)、西川ひかる(母親) 稲垣昭三(医者)、須賀良(カスメの健) 柄沢英二(専務車掌)、武内正治(クスネの政) 長谷川良文(パクリの虎)、中山恵子(少女) 五野上力(公安官A)、二宮吉ヱ門(公安官B) 高野隆志(客A)、尾形とも子(ウェイトレスA) 馬場光子(ウエイトレスB)、菊地正孝(警官B) 工藤聖一(客B)、日隅利一(警官A) 由利徹(新幹線の乗客) |
| 63   | 12月25日       | 兇悪のデザイン                                            | 松山威 茶木克彰   | 吉川一義   | 川地民夫(樋口和男) 佐山俊二(管理人)、北原義郎(工藤) 速水亮(竹元一郎)、一の瀬玲奈(塩沢正子) 山本梢(友成圭子)、大山豊(阿部) 若柳禄寿(禄)、作本都(ちぐさ) 野川愛(ひとみ)、大原みどり(かおり) 仲塚康介(司会者)、木村修(記者A) 横川まゆみ(敏子)、川瀬修三(記者B) 鰐淵晴子(北原知美) |
| 64   | 1976年 1月1日  | 兇悪の失恋                                                | 松浦健郎          | 永野靖忠   | 菅貫太郎(青井)、中川三穂子(石毛奈々) 田中春男(石毛半造)、佐々木孝丸(行田伝十) 吉田義夫(勘八)、山岡徹也(松木) 佐藤京一(三次)、守屋俊志(五反田) 団厳(谷口)、今村堅洸(静岡県警本部員) 菊地正孝(警官)、神部誠(赤峰) 国谷稔(栗巻)、氏家文江(アベックの女) 佐藤利一(アベックの男)、横井高志(奈々の恋人)、大谷元秀(看守係) |
| 65   | 1月8日         | 兇悪のざんげ                                              | 矢代静一          | 伊賀山正光 | 村松英子(井手秋子) 西沢利明(峰岸正之)、二本柳敏恵(矢部の娘) 大村文武(金井五郎)、村上冬樹(秋子の父) 森山周一郎(兄貴分)、波戸崎徹(兄貴分A) 山本緑(看護婦)、麻ミナ(ホステス) 桐島好夫(兄貴分B)、山田光一(刑事) 中野好明(アナウンサー)、高林謙(男A) |
| 66   | 1月15日        | 兇悪の振子                                                | 松山威 山田正人   | 吉川一義   | 麻田ルミ(由美) 鹿内孝(三宅仁)、大門正明(橋賀勇) 三夏伸(岡浩)、海老名みどり(チーコ) 高林謙(運転手A)、畠山麦(運転手B) 三宅くにこ(橋賀さと)、殿山泰司(九谷大造) 吉中正一(暴力団員A)、鈴木義幸(暴力団員B) 佐藤善邦(暴力団員C)、中野好明(アナウンサー) 藤博史(評論家)、神作吉洋(社員A) 大谷元秀(記者A)、小林悟(記者B) |
| 67   | 1月22日        | 兇悪のプライバシー                                        | 今村文人          | 松島稔     | 市原悦子(富山啓子)、今井健二(遠藤金造) 天田俊明(富山進一)、加藤みどり(花子) 宗方奈美(菅井トキ子)、山本武(竹見) 斉藤英雄(校長)、田中志幸(組長) 田川勝雄(鑑識係)、若柳禄寿(禄) 作本都(ちぐさ)、野川愛(ひろみ) 大原みどり(かおり)、野村光絵(主婦B) 山岡久美子(主婦A)、並木静夫(警官) 山田芳夫(弁護士)、長谷川友紀(富山美代子) 小川レナ(遠藤の女)、伊東あつ子(母親) |
| 68   | 1月29日        | 兇悪の声                                                  | 橋本綾            | 永野靖忠   | 高松英郎(北岡) 夏純子(咲江)、水島弘(深見) 山本昌平(浦川運輸の男)、平田守(重役) 三上春樹(林)、奥山幸男(医師) 谷本小夜子(祈祷師)、中島元(客A) 松沢勇(電気屋の店員)、名川貞郎(客B) 八百原寿子(高子)、大栗正史(勉) |
| 69   | 2月5日         | 兇悪の妻の座                                              | 今村文人          | 松島稔     | 谷口香(長瀬紀子) 矢野宣(長瀬安夫)、勝部演之(加賀始) 内田勝正(岩堀)、本間文子(長瀬うめ) 佐々木敏(山本)、五藤雅博(社長) 山田芳夫(課長)、木村八郎(医師) 高林謙(運転手)、中林義朗(ホテルのボーイ) 宮廻夏穂(長瀬正太)、香山秀美(郵便局員) 木村修(銀行員)、木村元保(焼鳥屋の親爺) 斉藤春元(白髪の男)、佐藤やすあき(男子社員) 吉原秀明(サラリーマン)、安曽敬造(店員) |
| 70   | 2月12日        | 兇悪の秘め事                                              | 多村映美          | 田中秀夫   | 三浦真弓(福地原洋子) 上野山功一(武村)、柳生博(福地原修一) 若尾義昭(菊地)、石島房太郎(老紳士) 相馬剛三(看守長)、藤竹修(看守)、 田辺節子(加納千春)、松本敏男(囚人A) 仲塚康介(運転手)、松下昌司(刑事A) 麻生竜(囚人B)、渡部市松(管理人) 宮地謙吾(囚人C)、長尾信(囚人D) 藤林吉伸(看守B)、根岸雄一(アナウンサー) 嵯峨善兵(小野寺勘治)、三原葉子(入舟の女将) |
| 71   | 2月19日        | 兇悪の情熱                                                | 国弘威雄          | 松島稔     | 弓恵子(工藤泰子) 佐々木剛(高野邦明)、小林昭二(南條刑事) 潮万太郎(田代太一)、河合弦司(小野刑事) 土山登士幸(北村)、桐島好夫(升本) 佐野健一(岸井)、山下則夫(谷村刑事) 平田昭彦(工藤守) |
| 72   | 2月26日        | 兇悪の密告                                                | 桜井康裕          | 吉川一義   | 武原英子(荒巻祐子) 和崎俊哉(久保四郎)、織本順吉(花角茂之) 寺島達夫(加島)、森章二(男A) 小高まさる(警官)、山本緑(女将) 亀山達也(木内義夫)、清水照夫(作業員) 山浦栄(医局員)、菊地太(男B) 横川真弓(ホステス)、さとうやすあき(係官) 朝倉隆(玉井)、細沼茂(救護員) |
| 73   | 3月4日         | 兇悪のノクターン                                          | 宮川一郎          | 永野靖忠   | 竜崎勝(川口秀一)、田島義文(花崎) 久地明(吉川)、松下昌司(刑事A) 米倉和典(バーテン)、菊地正孝(花崎組々員A) 森田信江(女事務員)、佐藤安子(江沢の高校時代) 大西芳夫(川口の少年時代)、荒関良行(持田) |
| 74   | 3月11日        | 兇悪のフェニックス                                        | 桜井康裕          | 松島稔     | 三条泰子(元井葉子) 田口計(千藤)、池田駿介(香川治) 京春上(由紀)、斎藤英雄(倉本) 桜川梅八(フロント係)、高林謙(ライフルの男) 工藤聖一(ホテルのボーイ)、佐野美智子(石津の娘) 中西正(男A)、降籏慶一(男B) 武内正治(男C)、西村幸子(花嫁)、関清二(花婿) |
| 75   | 3月25日        | 兇悪のワイン                                              | 国弘威雄          | 永野靖忠   | 柳川慶子(森口早苗)、山本清(貝塚勇治) 佐々木敏(小坂)、井上三千男(杉谷)、 北見敏之(次郎)、土屋靖雄(斉藤) 深沢英子(夜の女)、山口譲(刑事) 古能成二(チンピラ)、峰洋子(まゆみ) 滝田裕子(あけみ)、森田はるか(かおり) 加藤陽子(みすず) 菊池栄(友子)、打越章二(管理人) 泉きよこ(受付嬢)、山田光一(守衛) 池上明治(記者B)、藤林吉伸(記者A) 村上一男(変な客)、大栗清史(森口敏矢) |
| 76   | 4月1日         | 兇悪の慕情                                                | 安藤日出男        | 永野靖忠   | 山谷初男(山口金男)、関山耕司(保坂) 橘家円平(清水)、山崎純資(赤沢辰夫) 岡田淳二(金杉)、沖田駿一(田中透) 田川勝雄(杉本)、村松美枝子(本島文子) 仲塚康介(マスター)、鹿地史郎(赤ヘルのリーダー) 麻生竜(赤ヘルA)、溜健二(兄ちゃん風の男) 村上一男(変な客)、作本都(りえ) 野川愛(さゆり)、阿部徳久次(赤ヘルB) 水谷喜範(屋台の親爺)、茶川一郎(靴屋の客) |
| 77   | 4月8日         | 兇悪の終着駅                                              | 松浦健郎          | 永野靖忠   | 大森義夫(南部鉄五郎)、浜田寅彦(丹菊英二郎) 小泉洋子(丹菊ルナ子)、山本紀彦(イサム) 藤山律子(南部マリ子)、灰地順(佐伯照三) 竹田将二(梶田社長)、角友司郎(相東依輝) 大阪憲(越川進)、有佐友里(マユミ) 横山繁(デカイ男)、鈴木修司(小男の親方) 麻生亮(マスター)、工藤聖一(グレン隊一) 高品正弘(外山)、佐藤善邦(グレン隊四) 国谷稔(グレン隊五)、藤林吉伸(グレン隊三) 加藤繁助(グレン隊二)、鵜川貴範(三輪車の坊や) |
| 78   | 4月15日        | 兇悪の花粉                                                | 松山威 茶木克彰   | 松島稔     | 篠ヒロコ(村越志保)、佐原健二(山室謙二) 溝口舜亮(高橋勝)、田畑孝(村越良男) 城路子(英子)、桜川梅八(地元の刑事) 大木史朗(初老の刑事)、丸山詠二(医師) 高林謙(クローク係)、工藤聖一(ボーイ) |
| 79   | 4月22日        | 兇悪の道しるべ                                            | 今村文人          | 吉川一義   | 長門裕之(久保辰吉) 園佳也子(久保政子)、伊豆肇(作業服の男) 藤山浩二(赤根)、中島元(津久見) 朝倉一(公社の係員)、中沢清三(久保良一) 竹内美香(久保千恵子)、原万平(バーテン) 今村恒美(女の子)、五野上力(刑事) 佐川二郎(焼鳥屋の親爺)、高野隆志(中年の患者) |
| 80   | 4月29日        | 兇悪のゆりかご                                            | 国弘威雄          | 松島稔     | 左時枝(佐川富枝) 谷村昌彦(吉村勝治)、山本廉(焼芋屋) 中真千子(芝崎美佐子)、国睦子(森本好子) 三鈴栄子(女将)、小沢弘子(支部長) 相馬剛三(医者)、須賀良(バタ屋男B) 伊藤慶子(助産婦)、谷本小夜子(バタ屋女B) 山本緑(バタ屋女A)、河合絃司(バタ屋男A) 田川勝雄(鑑識員)、大屋満(客A) 高利十一(客B)、左昇平(客C) 作本都(理恵)、野川愛(小百合) 宮寺康夫(森本竜夫)、宮島健(客D) 村上一男(変な客)、藤竹修(係員) 木村修(吏員)、高橋蔀(女係員)、小沢雪江(赤ん坊) |
| 81   | 5月6日         | 兇悪の暴走族                                              | 松山威 山田正人   | 小山幹夫   | 星正人(三田治) 浅香光代(三田たつ)、常田富士夫(長谷川吉造) 川辺久造(花田角次)、井上玲子(白井美子) 木村元(戸塚)、立原博(刑事) 剣持伴紀(三田一)、神有介(滝) 風戸佑介(柳)、町田政則(朝倉) 高松政雄(修理工場主)、佐藤善邦(警官) 武内正治(暁興業の男A)、麻生竜(暴走族A) 沢木ミミ(マリ)、司英二(暁興業の男B) 宮沢勇(騎兵隊A)、藤井正幸(騎兵隊B) |
| 82   | 5月13日        | 兇悪の接吻                                                | 廣澤榮            | 吉川一義   | 原田清人(竹内徹一郎)、松木聖(三浦純子) 多宮健二(中田敏彦)、村田正雄(脇坂直治) 絵沢萠子(中田キヨ)、小笠原弘(映画館の支配人) 松尾文人(窪川健造)、たこ八郎(寺島勇) ふじゆきえ(土橋さと)、ふじはなこ(川崎しづ) 山田禅二(主人)、美原亮三(警官) 村上一男(変な客)、舟久保信之(強盗) |
| 83   | 5月20日        | 兇悪の捜査                                                | 松原佳成          | 永野靖忠   | 内田良平(大谷警部) 賀川雪絵(竹川千鶴)、沢村宗之助(畑中) 中田博久(諸口)、草野大悟(江原) 東野孝彦(村山刑事)、中井啓輔(荒木) 泉田洋志(田所)、佐藤晟也(ルーレットの男) 仲塚康介(ディーラー)、菊地太(山下) 斉藤三津子(アクロバットダンサー)、日隅利行(フロント係) |
| 84   | 5月27日        | 兇悪の死刑執行人                                          | 今村文人          | 永野靖忠   | 速水亮(菱田鉄男)、佐々木孝丸(金城鉄山) 伊沢一郎(平松忠行)、市毛良枝(古畑京子) 久富惟晴(今井)、天本英世(関西系の男) 武藤章生(朝田)、小瀬格(東条) 松下砂稚子(平松静江)、白川みどり(夏目ふく子) 佐海徹(バーテン)、加藤繁助(ホテルの係員) |
| 85   | 6月3日         | 兇悪の刑事                                                | 国弘威雄          | 永野靖忠   | 葉山葉子(広瀬佑子) 殿山泰司(安西)、渥美国泰(神谷) 深江章喜(末長)、野口元夫(戸浦) 仙波和之(沼野)、北九州男(石井) 五野上力(刑事A)、作本都(理恵) 横山繁(記者A)、山浦栄(運転手)、足立義夫(刑事B) 井口漠(警官)、佐川二郎(記者C)、水永裕二郎(記者B) 司英治(津村)、河野洋子(婦警)、根本節子(メイド) 高橋英樹(広瀬警部[特別出演]) |
| 86   | 6月10日        | 兇悪の流転                                                | 武末勝            | 吉川一義   | 仲谷昇(村田勇吉) 富田仲次郎(黒沼)、加賀邦男(岩崎) 小野恵子(村田美知子)、森田めぐみ(岩崎留美子) ケーシー高峰(王)、幸田宗丸(河合) 日尾孝司(花井)、松川勉(三田村) 南雲佑介(小松誠)、西本良治郎(組員A) 柿本恵至(組員B)、石崎洋光(組員C) 桐島好夫(殺し屋)、高野隆志(平田刑事) 吉田守(ボーイ)、佐藤蔵雄(理事長) 山根久幸(三木)、原孝之(小畑)、左海徹(警官) |
| 87   | 6月17日        | 兇悪の弾痕                                                | 安藤日出男        | 吉川一義   | 北川美佳(佐伯麻里) 天津敏(門脇耕造)、佐藤京一(足立俊次) 山本昌平(相沢健)、宗近晴見(斉藤辰男) 生田くみ子(斉藤明子)、関山耕司(西本) 三角八郎(芳男)、折尾哲朗(やくざA) 菊地太(やくざB)、名達ますみ(女A) 後藤寛樹(男B)、木村修(テレビアナウンサー) 高橋清彦(守)、渡部市松(男A) |
| 88   | 6月24日        | 兇悪・その愛                                              | 多村映美          | 松島稔     | 紀比呂子(瀬川紀子) 小坂一也(宗方浩)、神田隆(片山専務) 穂高稔(榊原)、久松保夫(筒井部長) 真木恭介(金子)、高杉玄(布施) 松本敏男(男B)、作本都(理恵) 東郷あんり(めぐみ)、野川愛(小百合) 原万平(バーテン)、桧山くるみ(ひろみ) 山本相時(スナックのバーテン)、村上一男(変な客) 佐藤善邦(男A)、阿部徳久次(男C) |
| 89   | 7月1日         | 兇悪犯指名手配                                            | 今村文人          | 松島稔     | 川崎あかね(悠子)、今井健二(黒崎鉄次) 近藤宏(赤根)、高木均(白石豪造) ミスター珍(幹部一)、松風はる美(小料理屋のママ) 舞砂里(踊り子二)、滝義郎(幹部二) 広田ユリ子(踊り子一)、高林謙(組員一) 土山登士幸(看守一)、高月忠(看守二) 山本緑(綾の友人)、山田光一(看守三) 横山繁(看守四)、峰洋子(早川さつき) 菊地太(書生)、比良元高(囚人一) 畑中猛重(囚人二)、浅野蔵二(刑事一) |
| 90   | 7月8日         | 兇悪の擬装工作                                            | 松山威 山田正人   | 松島稔     | 川地民夫(速見強)、生田悦子(津村理恵) 森塚敏(若月宗之助)、浜田寅彦(大貫泰造) 高城淳一(深尾)、福岡正剛(上田) 小沢弘子(岡本弘子)、石島房太郎(中村警視正) 小倉雄三(岡本英彦)、松本敏男(黒背広A) 相馬剛三(井口)、倉石一旺(平塚) 清水照夫(黒背広B)、三谷俊夫(司会者) 吉沢希梨(看護婦)、藤本エリ子(岡本弘美) |
| 91   | 7月15日        | 兇悪の愛と友情                                            | 安藤日出男        | 永野靖忠   | 珠めぐみ(島村由美) 根上淳(佐伯辰雄)、榊ひろみ(佐伯友子) 郡司良(島村圭介)、高木次朗(松木刑事) 藤山浩二(沼田)、影山丈二(木崎) 高木真二(佃)、横山繁(男A) 千代田恵介(男B)、中村裕(男C) |
| 92   | 7月22日        | 兇悪の孤独                                                | 松山威 茶木克彰   | 永野靖忠   | 葉山葉子(柏木節子)、竜崎一郎(工藤栄之助) 柳生博(垣沼利夫)、江幡高志(土井) 川代家継(竹沢宏)、山川弘乃(竹沢春子) 山本武(小林)、土山登士幸(刑事) 木村修(調査班員)、小甲登枝恵(工藤家女中) 司英二(黒背広A)、熱田武宏(黒背広B) 高野隆志(恩田)、日隅利行(ウェイター) 由利徹(警官) |
| 93   | 8月5日         | 兇悪のM16自動小銃                                         | 武末勝            | 吉川一義   | 安西マリア(菊池真理)、郷鍈治(谷口竜治) 潮万太郎(藤堂大三郎)、五味竜太郎(ヘンリー権田) 長島隆一(村越)、綾川香(浅井) 関山耕司(花山)、若尾義昭(岩本) 氷室浩二(上田)、佐野光洋(金子) 桐島好夫(井上)、阿藤海(男A) 亀山達也(山崎)、二宮吉ヱ門(刑事A) 吉野恒正(少年A)、橋本成治(少年B) 桑田みどり(少女)、渡部市松(係員) 小柳富士夫(警官A)、鈴木弘師(警官B) 富山一徳(フロント係)、ウイリー・ドーシー(黒人) |
| 94   | 8月12日        | 兇悪の判決                                                | 多村映美          | 吉川一義   | 藤巻潤(伊達検事) 北林早苗(伊達英子)、穂積隆信(吉岡弁護士) 伊達三郎(岩川組長)、北村優子(伊達俊子、ビクターレコード) 田中浩(滝)、成川哲夫(荒木) 相沢治夫(裁判長)、山本緑(女将) 高林謙(佐川)、大阪憲(組員A) 五野上力(梶)、小山柳子(被告の女) 武内正治(組員B)、山浦栄(看守) 藤林吉伸(バーテン)、前原美代子(女秘書) |
| 95   | 8月19日        | 兇悪のめぐり逢い                                          | 西沢裕子 永野靖忠 | 永野靖忠   | 宮本信子(佐伯啓子)、太田博之(古賀刑事) 外野村晋(小宮刑事)、日尾孝司(小野) 塚本信夫(佐伯達治)、相原巨典(村田) 伊藤慶子(女将)、酒井務(加藤) 大野悌尚(佐伯徹)、牧嗣人(田島作蔵) |
| 96   | 8月26日        | 兇悪のカムバック                                          | 宮川一郎          | 田中秀夫   | 西沢利明(狭間次郎) 三浦真弓(狭間幸子)、天野新士(桜田) 田島義文(沢田)、岡部正純(村山) 高杉玄(大西)、山崎純資(下田) 安岡真知子(女優)、児玉泰司(男優) 相馬剛三(上野山)、河合絃司(紳士)、八百原寿子(奥さん) 上野淑子(竹内節子)、菊地太(真田)、三津木じゅん(恵美) 松沢勇(記者A)、平井一幸(記者B)、山本相時(記者C) |
| 97   | 9月2日         | 兇悪の殉職・坂井刑事                                      | 今村文人          | 永野靖忠   | 和崎俊哉(羽島宏文) 二本柳俊衣(徳永光子)、増田順司(徳永琢磨) 井波由起子(坂井の妻)、田川勝雄(鑑識係) 朝倉一(射撃場の係員)、村上幹夫(太田鉄彦)、 打越章之(管理人)、左海徹(ライフル隊員) 花悠子(ゴルフ場の女性)、篠原大作(ニュースキャスター) |
| 98   | 9月9日         | 兇悪の女将                                                | 成田孝雄 今村文人 | 松島稔     | 弓恵子(田島美沙) 北原義郎(園田正夫)、町田祥子(山川静子) 西本裕行(山川雄一)、灰地順(吉本) 山口譲(所轄の刑事)、安達由起(看護婦) 作本都(理恵)、野川愛(小百合) 佐川二郎(二課の刑事)、村上一男(変な客) 佐藤蔵雄(重役)、内田憲一(山川一郎) 滝田一恵(山川洋子)、河合絃司(居酒屋の客) |
| 99   | 9月16日        | 兇悪の殉職・右田刑事                                      | 桜井康裕          | 田中秀夫   | 桑山正一(梅津)、富田仲次郎(祖父江) 八名信夫(野村)、木村元(足立) 越村純一(村上雅)、紺あき子(尚美) 桜川梅八(洋服屋)、工藤聖一(森崎)、降籏慶市(三好) 中山成子(看護婦)、高橋蔀(事務員)、日隅利行(人夫A) 小林清(人夫B)、百良雄(人夫C)、竹内春樹(人夫D) |
| 100  | 9月23日        | 兇悪の憧憬                                                | 今村文人          | 松島稔     | 范文雀(幾野淳子)、睦五郎(小寺茂) 市川小金吾(サブマネージャー)、関山耕司(広仁会幹部) 五島雅博(管理人)、長尾深雪(奈美) 三島一夫(広仁会の男一)、武内正治(広仁会の男二) |
| 101  | 10月7日        | 恋心                                                      | 永野靖忠          | 永野靖忠   | 井上孝雄(大和田)、有馬昌彦(真鍋勇次) 降籏恵一(組織の男A)、武内正治(組織の男B) 中西正(組織の男C)、阿部徳久次(組織の男D) 原進(組織の男E)、ナンシー福田(運び屋) |
| 102  | 10月14日       | 自供                                                      | 宮川一郎          | 吉川一義   | 谷口香(松本良子)、山本清(松崎) 桜むつ子(おばさん)、幸田宗丸(奥山)、田中力(松本次郎) 進藤幸(松本とし子)、簗正昭(池田三郎)、仲塚康介(客A) 倉沢暎子(洋子)、菊地太(旅行社の男)、平井一幸(事務員) 清郷秀人(ボーイ)、左海徹(フロント係)、百良雄(客B) 渡部市松(客C)、三繩智(松本太一)、小林清(客D) |
| 103  | 10月21日       | 袋小路                                                    | 橋本綾            | 小山幹夫   | 水野久美(木島景子)、若林豪(水谷) 山岡徹也(岩川)、清水めぐみ(木島典子) 川代家継(木島駿介)、大原百代(とく) 山本緑(看護婦A)、高林謙(客A) 中山成子(看護婦B)、工藤聖一(客B) 降籏慶一(客C)、寒川蔵雄(警官A) 藤林吉伸(警官B)、前原美代子(看護婦C) |
| 104  | 10月28日       | 背任                                                      | 多村映美          | 松島稔     | 金子信雄(樫村) 伊豆肇(新藤雄吉)、佐藤京一(岩城) 高橋みどり(樫村幸子)、河合絃司(石原刑事) 相馬剛三(菊地刑事)、久地明(柴田) 中村哲(老マスタ－)、倉田健(上岡) 浜えり子(樫村邦江)、野上正(畑刑事) 喜多操(畑の妻)、坂入正(武内) 菊地太(岡)、左海徹(ボーイ)、佐藤蔵雄(長尾貢) |
| 105  | 11月4日        | 美智子                                                    | 武末勝            | 松島稔     | 赤座美代子(白川美智子)、近藤宏(郷津) 池田駿介(松井刑事)、守屋俊志(生野) 遠藤剛(稲山守)、相馬剛三(支店長) 山田きよし(小男)、滝島孝二(山本) 二宮吉ヱ門(刑事A)、山浦栄(刑事B) 前原美代子(保母)、貫井文子(初子) 佐々木智和子(みどり)、浅川かがり(白川由美) ミナミ健(組員A)、相曽淳之介(組員B) 阿部義男(組員C)、小野田直正(組員D) |
| 106  | 11月18日       | 黙秘                                                      | 桜井康裕          | 永野靖忠   | 丘さとみ(小泉理沙) 桜むつ子(小母さん)、加藤和夫(糸山芳雄) 上月佐知子(大隅の女房)、清水幹生(元村一) 山田光一(所轄の刑事)、横山繁(糸山の秘書) 槙葉子(弓子)、大村真利枝(お手伝い) 倉本裕宣子(看護婦)、正村隆治(斉藤隆介) 麻生亮(管理人)、鵜川貴範(小泉優) |
| 107  | 11月25日       | 約束                                                      | 小山幹夫          | 松島稔     | 奈美悦子(原木良江)、神田隆(浅山) 横光勝彦(望月淳二)、桐島好夫(青木) 高林謙(浅山の子分)、打越章之(管理人) ミナミ健(尾崎)、中西正(浅山の子分A) 山勢武則(浅山の子分B)、鈴木義幸(浅山の子分C) |
| 108  | 12月2日        | 未練心                                                    | 武末勝            | 小山幹夫   | 北林早苗(三枝敬子) 峰岸徹(橋口富夫)、中田博久(花井) 土屋康男(ホテルのボーイ)、山田禅二(管理人) 高杉哲平(本庁の部長)、桜川梅八(フロント係) 相沢治夫(教授)、木村修(山岡刑事) 高林謙(宮本)、戸塚孝(子分A) 村上豪(子分B)、前原美代子(交換嬢) 二宮吉ヱ門(刑事A)、山浦栄(刑事B) |
| 109  | 12月9日        | 被写体                                                    | 今村文人          | 永野靖忠   | 紀比呂子(下山泰子)、久松保夫(津田) 富田浩太郎(宇垣)、鮎川浩(武井) 桜川梅八(管理人)、渡辺吉彦(下山明男) 佐川二郎(刑事二)、高野隆志(刑事一) |
| 110  | 12月16日       | 刑事妻                                                    | 吉岡昭三          | 松島稔     | 宮園純子(山本房子) 戸浦六宏(高村)、大村文武(南条) 黒部進(井上)、岡部征純(岡部) 小高まさる(山口)、松尾文人(秋山) 安宅忍(山本刑事)、山田光一(川口警部) 三縄智(山本浩)、佐野美智子(女子高生A) 鳥井真弓(女子高生B)、戸塚晴美(女子高生C) |
| 111  | 12月23日       | 破局                                                      | 須崎勝彌          | 鈴木敏郎   | 左時枝(村田ふみ)、和崎俊哉(五十嵐) 石橋雅史(兵頭)、原良子(花恵) 桜むつ子(小母さん)、橘家円平(手相見) 斉藤英雄(大沢)、大矢謙臣(支店長) 野口敦男(組員A)、打越章之(管理人) 槙葉子(弓子)、河野洋子(料理店の女) 鈴木義幸(組員B)、菊地太(警官) 百良雄(駅員)、左海徹(警官A) 渡部市松(警官B)、村上豪(組員B) |
| 112  | 12月30日       | 島原哀歌                                                  | 今村文人          | 小山幹夫   | 鮎川いづみ(砂田マキ)、須藤健(津川万作) 藤山浩二(井口刑事)、北村晃一(工藤精一) かずみあい(バスガール)、日高ゆりえ(まつ) 原万平(バスの運転手)、高林謙(北見進次) 工藤聖一(バスの乗客A)、安川勝人(バスの乗客B、擬斗) |
| 113  | 1977年 1月6日  | 男（前編）                                                | 宮川一郎 石松愛弘 | 永野靖忠   | （第113・114話共通） 鶴田浩二(沢木二郎、特別出演) 北林早苗(保子) 根上淳(大田黒)、佐々木孝丸(志村) 堀越陽子(京子)、藤岡重慶(黒崎) 日尾孝司(清和会の男A)、桐島好夫(灯のボーイA) 高月忠(清和会の男C)、清水照夫(清和会の男D) 羽田勉(勉)、司英二(清和会の男B) 志村健(清和会の男E)、左海徹(灯のボーイB) (第113話のみ) 滝島孝二(労務者)、須賀良(灯の客A) 土山登士幸(灯の客B)、菊地太(こすもす運転手) 村松美枝子(会田の姉)、ウィリアム・グランド(黒人兵) 加藤淳也(会田の少年時代)、永野佐武郎(灯のコック) 大谷元秀(警官)、松本博(沢木の少年時代) (第114話のみ) 伊豆肇(田崎)、山田光一(医者)、生江和夫(係員)                                         |
| 114  | 1月13日        | 男（後編）                                                | 宮川一郎 石松愛弘 | 永野靖忠   | （第113・114話共通） 鶴田浩二(沢木二郎、特別出演) 北林早苗(保子) 根上淳(大田黒)、佐々木孝丸(志村) 堀越陽子(京子)、藤岡重慶(黒崎) 日尾孝司(清和会の男A)、桐島好夫(灯のボーイA) 高月忠(清和会の男C)、清水照夫(清和会の男D) 羽田勉(勉)、司英二(清和会の男B) 志村健(清和会の男E)、左海徹(灯のボーイB) (第113話のみ) 滝島孝二(労務者)、須賀良(灯の客A) 土山登士幸(灯の客B)、菊地太(こすもす運転手) 村松美枝子(会田の姉)、ウィリアム・グランド(黒人兵) 加藤淳也(会田の少年時代)、永野佐武郎(灯のコック) 大谷元秀(警官)、松本博(沢木の少年時代) (第114話のみ) 伊豆肇(田崎)、山田光一(医者)、生江和夫(係員)                                         |
| 115  | 1月20日        | 女一人                                                    | 小山幹夫          | 小山幹夫   | 福田公子(森下咲子) 藤山浩二(西浜明治)、日野麗子(森下淳子) かずみあい(クラブの歌手)、小笠原弘(森下和男) 原万平(クラブのボーイ)、田川勝雄(鑑識課員) 伊藤慶子(看護婦長)、工藤聖一(ホテルの従業員) 五野上力(梶山正人)、高安真弓(淳子の少女時代) |
| 116  | 1月27日        | 狂宴                                                      | 松原佳成          | 松島稔     | 鈴木瑞穂(児玉光) 嵯峨善兵(沢渡泰造)、二瓶正也(秋山修作) 白川望美(児玉正子)、宇治知美(西谷陽子) 大村千吉(管理人)、八百原寿子(主婦) 仲井とし江(女子社員)、渡部市松(刑事) |
| 117  | 2月3日         | 過去                                                      | 橋本綾            | 永野靖忠   | 川地民夫(山岡修司)、原田英子(田口洋子) 大塚国夫(田口)、桜むつ子(小母さん) 紺あき子(久子)、河合絃司(人事課長) 槙ひろ子(渡部昌江)、槙葉子(弓子) 桜川梅八(管理人)、木村修(刑務所の事務員) 前原美代子(看護婦)、小貫千恵子(田口ミカ) |
| 118  | 2月10日        | 生贄                                                      | 永野靖忠          | 永野靖忠   | 土屋嘉男(島崎)、土井かつえ(風見綾子) 幸田宗丸(三枝)、田代信子(風見志乃) 川代家継(風見孝雄)、高田ひとみ(風見真弓) |
| 119  | 2月17日        | 替玉                                                      | 武末勝            | 松島稔     | 木原光知子(原翔子) 井原千寿子(菊地順子)、中田博久(高田) 伊達三郎(田丸聡太郎)、野口元夫(郷津)、日尾孝司(河合) 高野真二(村上大造)、伊藤豪(作業員A)、藤堂陽子(大垣昌子) 佐川二郎(作業員B)、司千四郎(田丸誠)、高月忠(ラーメン屋) 山田光一(嶺刑事)、相沢治夫(裁判長)、菊地太(竹井) 木村元保(住職)、左海徹(銀行員)、中西正(組員A) 阿部徳久次(組員B)、高木公男(組員C)、田口弘(菊地勇) 原野弘美(内藤由美)、小林清(作業員C)、山下弘明(作業員D) |
| 120  | 2月24日        | 濡れ衣                                                    | 桜井康裕          | 小山幹夫   | 谷村昌彦(大堀正男)、竜崎一郎(八州大造) 上月佐知子(大堀喜代)、松本朝夫(工藤) 高峰レイ(大堀陽子)、仲塚康介(課長) 木村修(刑事A)、八百原寿子(工藤の女房) 畑中猛重(刑事B)、長谷川良夫(警官) 渡部市松(吏員A)、前原美代子(吏員B) 前野卓司(吏員C)、山勢武則(工藤の高校時代) |
| 121  | 3月3日         | 強姦                                                      | 小山幹夫          | 小山幹夫   | 田中春男(中村英次)、深江章喜(倉岡昇) 渡辺やよい(中村多恵子)、真家宏満(黒沼大輔) 外山高士(木口義二)、河合絃司(医者) 内田憲一(中村務)、横山繁(警備員A) 山浦栄(刑事A)、二宮吉ヱ門(警備員B) 伊藤知美(看護婦)、左海徹(警官) |
| 122  | 3月17日        | 母恋し                                                    | 松山威            | 松島稔     | 小畠絹子(マリー)、大村文武(中沢剛吉) 木村元(倉石保)、山内英正(充) 相本久美子(ゆかり)、相馬剛三(林) 滝島孝二(酔っ払い)、伊藤慶子(シスター) 中山成子(ホステス)、佐藤祐治(待井仗二) 三津木じゅん(由加)、前原美代子(看護婦) 東村元行(記者A)、山本一人(記者B) 鈴木峰夫(記者C)、下坂康男(記者D) 小岩亮子(新人歌手)、蓜島博之(充の少年時代) 小畑利二(男A)、武田寿郎(男B) 東郷秀信(男C)、大宮幸悦(男D)、中沢規之(男E) |
| 123  | 3月24日        | 償い                                                      | 石松愛弘          | 永野靖忠   | 中村玉緒(山野富江) 松本克平(大倉喜一郎)、早川保(黒沢) 金内吉男(山野良平)、桐島好夫(男C) 高林謙(男D)、石井勇(山野好夫) 青葉佳代(山野めぐみ)、名達ますみ(主婦) 野崎久美子(女教師)、安川勝人(男G) 山沢仗光(男A)、増田昭宏(男B) 佐藤勝貴(男E)、深野秀文(男F)、山勢武則(男H) |
| 124  | 3月31日        | 兇悪の終焉                                                | 橋本綾            | 永野靖忠   | 河津清三郎(有賀政道)、西沢利明(北見) 市川小金吾(木下)、上田正雄(田坂守) 越村純一(田坂務)、前田敦(青年) 加藤淳也(会田の少年時代)、大谷元秀(警官) |

### 第3シリーズ
※第3シリーズの出演者紹介では、役名の表記なし。
| 回数 | 放送日        | サブタイトル                        | 脚本       | 監督     | ゲスト |
| ---- | ------------- | ----------------------------------- | ---------- | -------- | --- |
| 1    | 1980年 5月1日 | 兇悪の門出・赤ちゃんの顔が見たい!   | 石松愛弘   | 永野靖忠 | 宮下順子 南原宏冶、上村香子 石橋雅史、成瀬正、中井美岐 畑中猛重、大辻慎吾、新井英騎 川村京子、伊藤慶子、菅田朝行、芳村昭一郎                                                                                               |
| 2    | 5月8日        | 兇悪の素顔・あなたと死にたい!       | 石松愛弘   | 池広一夫 | 平田昭彦 穂高稔、河村弘二 比良元高、亀山達也、清水照夫 菊地太、大島博樹、田中洋介 酒井斉昭、大泉公孝、山勢武則、伊藤京子                                                                                                   |
| 3    | 5月15日       | 兇悪の赤い薔薇・禁じられた愛        | 廣澤榮     | 永野靖忠 | 園まり 北原義郎、山岡健、石井茂樹 小甲登枝惠、八百原寿子、吉野恒正 工藤和彦、稲葉裕之、大蔵晶、三浦憲 河原崎建三 |
| 4    | 5月22日       | 兇悪の女医・ささやく鍵              | 橋本綾     | 永野靖忠 | 吉行和子 吉田日出子、久富惟晴 原口剛、河合絃司、田川勝雄 木村修、上野綾子、木田愛子 太田優子、大塚良重、西窪美稲、高具草子 入川保則                                                                                        |
| 5    | 5月29日       | 兇悪の祈り・国外逃亡を阻止せよ!     | 国弘威雄   | 永野靖忠 | 紀比呂子 久米明、ジェーソン・フェラー 桜井浩子、川上夏代 ウオルター・ニコルス、レンゾ・ラメスタ 山口譲、佐川二郎、生江和夫 長谷川秀夫、小林綾子                                                                            |
| 6    | 6月5日        | 兇悪の潜伏・届けられた暗殺          | 国弘威雄   | 松尾昭典 | 田島令子 北条清嗣、北村総一朗 遠藤剛、松本潤子、早川純一 石原由紀子、近江信行、橋田良江 根津裕忠、村木勲、滝川龍之介、山口哲生                                                                                             |
| 7    | 6月12日       | 兇悪の予言・霊感を売る女            | 多村映美   | 松尾昭典 | 鰐淵晴子 山本清、西本裕行 一柳みる、入江正徳 曽根秀介、相原巨典、山本武 荒井一夫、高峰純平、藤井正幸 関山耕司※ノンクレジット                                                                                               |
| 8    | 6月26日       | 兇悪の天使・舞い降りた殺人          | 橋本綾     | 永野靖忠 | 島村佳江 下塚誠、水村泰三 鶴間エリ、執行佐智子 小沢左生子、小山武宏 伊東知則、阿竹真理、久保田桂子 西村晃 |
| 9    | 7月10日       | 兇悪の化粧・総選挙殺人事件          | 石松愛弘   | 村山新治 | 池波志乃 住吉道博、細川俊夫 上月佐知子、福山象三、松本敏夫 永井玄哉、須賀良、金子勝美 甲斐みどり、安川勝人、大後守、山口哲生 垣内隆、橋本春彦、中西正、佐藤好将 藤井正幸、阿部徳久次、島桂子、高杉レイ                     |
| 10   | 7月17日       | 兇悪の標的・ガラスの女              | 筒井ともみ | 永野靖忠 | 新藤恵美 名和宏、宮口二郎 友金敏雄、鈴木和夫 鳥巣哲生、降旗慶一、沢まきみ 長尾信、山内一、関田恵子 幸田宗丸 |
| 11   | 8月7日        | 兇悪の女囚・コールガール殺人事件    | 石松愛弘   | 永野靖忠 | 早瀬久美 剣持伴紀、綾川香 大西徹也、夏海千佳子、市川青虎 日高久美子、高山亜希子、大貫一孝 三原玲奈、畑中猛重、亀山達也、向井夏子 中野好明、山内友宗、滝川龍之介、村木勲 玉川伊佐男、早川雄三                               |
| 12   | 8月14日       | 兇悪の骨・肌を売る捜査官            | 播磨幸児   | 村山新治 | 中島ゆたか 長谷川哲夫、山本昌平 堀田真三、八代康二 野川愛、井上三千男 高月忠、赤出川浩道、生沼薫 |
| 13   | 8月21日       | 兇悪の唇・危険を運ぶ女              | 国弘威雄   | 中津川勲 | 三浦真弓、浜田晃 江見俊太郎、中田博久 黒田健三、田中洋介、鈴木義幸、小美濃実 今井健二、西田健 |
| 14   | 8月28日       | 兇悪のマイホーム・連続身代り殺人    | 石松愛弘   | 永野靖忠 | 夏純子 三島史郎、小林勝彦 塩見三省、花村ひろ子、町田政則 亀山達也、菊地太、平野真理、清水照夫 吉田照義、大野雅之、鎌田功、阿部徳久次 片桐次郎、垣内隆、大川真平、小林重夫                                                  |
| 15   | 9月4日        | 兇悪のファミリー・殺意の重奏        | 播磨幸児   | 吉川一義 | 松橋登 堀越陽子、加藤大樹 伊藤淳一、大槻純子、仲野裕 大竹あかね、阿部紀子、高野隆志 平泉征 嵯峨善兵 |
| 16   | 9月11日       | 兇悪の砂・事故死を運ぶ女            | 筒井ともみ | 吉川一義 | 赤座美代子 森次晃嗣 岡部正純、溝口舜亮、吉原正皓 明石勤、大原和彦、山田きよし 江川久仁夫、桜川梅八、山田光一 小甲登枝恵、相原巨典、工藤和彦 五野上力、伊藤慶子、笹川恵美子 佐藤吉蔵、内藤しのぶ、大川真平 神田隆、松本朝夫 |
| 17   | 9月18日       | 兇悪のグラビア・警視庁を売るOL      | 猪又憲吾   | 永野靖忠 | 結城しのぶ 杉江廣太郎、南城竜也 相馬剛三、松岡美由紀、久保田民絵 降旗慶一、鈴木美幸、中西正 芝昭子、佐東芳男、小美濃実、前沢大 内藤武敏                                                                                    |
| 18   | 9月25日       | 兇悪の眼・キャリアウーマン殺人事件  | 橋本綾     | 池広一夫 | 中谷一郎 二宮さよ子 田口計、内田勝正 児玉泰次、下村節子 角友司郎、宮田典子 |
| 19   | 10月2日       | 兇悪の声紋・カーフェリー爆破三秒前! | 多村映美   | 松島稔   | 山本ゆか里、小宮守 本郷直樹、清水幹雄、佐藤晟也 滝川潤、夏木章、日高久美子 木村修、降旗慶一、新井英樹 川鍋和喜、村木勲、小林荘、岡田淳一 山口哲生、山勢武則、鈴木義幸、小林重夫 高城淳一、内田稔                           |
| 20   | 10月9日       | 兇悪の父娘・スパイ・イン・東京      | 岡田光治   | 吉川一義 | 山口果林 ジェリー伊藤、須賀不二男 高杉哲平、入江正徳 ユスフ・オスマン、レスリー・グラッター 村上幹夫、テリー・オブラエン                                                                                                   |
| 21   | 10月23日      | 兇悪の罠・愛しい死線                | 石松愛弘   | 永野靖忠 | 吉野佳子 神太郎、簗正昭 八名信夫、河原裕昌、岩瀬威司 矢野みち、藤方佐和子、守屋俊志、宮城健太狼 中島律子、関田恵子、佐藤好将、森絵流 福岡康裕、新津孝、三浦憲、近藤リナ                                                    |
| 22   | 10月30日      | 兇悪のアルバイト・過去からの殺人    | 長谷川公之 | 吉川一義 | 永島暎子 榊ひろみ、三角八朗 沖田駿一、矢吹寿子、友金敏雄 晴海勇三、日高美子、水橋和夫 矢野泰子、中村麻由美、大竹あかね 夏木章、八百原寿子、日野文恵 諸星洋子、高野隆志、前原広美、橋本晴彦                                 |
| 23   | 11月13日      | 兇悪の囮・危険率80％の護衛          | 岡田光治   | 中津川勲 | 左時枝 リチャード・エバハート、ジェイソン・グレゴリー ラセム・ワハブ、ラニタ・ワハブ 片岡えみ、工藤和彦 佐川二郎、五野上力 清水照夫、宮脇志都、安藤博信                                                                    |
| 24   | 11月20日      | 兇悪の涙・警視庁特捜部解散!?        | 石松愛弘   | 永野靖忠 | 井上孝雄 伊豆肇、中島元、和泉喜和子 永井英里、伊東知則、島田雄三 黒田務、佐々森勇二、吉沢勝、姿朝行 上村一夫、林公子、高橋雅子、高木俊之                                                                                   |
| 25   | 11月27日      | 兇悪の誘拐・恐怖のカーテレフォン    | 播磨幸児   | 吉川一義 | 辻萬長、清水まゆみ 大谷朗、五十嵐知子、川代家継 立石凉子、三夏伸、きくち英一 田木聖一、松田淳二、浅野道子 |
| 26   | 12月4日       | あゝ兇悪!さらば会田刑事             | 橋本綾     | 永野靖忠 | 加賀まりこ 山本清、小野はるみ 林秀樹、幸田直子、山田光一 山本武、西山健司、田代潤 滝川龍之介、福岡康裕、松本祐美、渡辺恵美子 田中明夫                                                                                      |

## スタッフ
- 制作：テレビ朝日（NET） / 東映
- プロデューサー：片岡政義（第1シリーズ～第2シリーズ第62話）、高橋正樹（第2シリーズ第63話～第124話）（NET）、近藤洲弘（第3シリーズ）（テレビ朝日）、渡辺洋一（第1シリーズ～第2シリーズ）、桑原秀郎（～第2シリーズ第109話、第3シリーズ）、深沢道尚（第2シリーズ第110話～第124話）（東映）
- 脚本：放映リスト参照
- 監督：放映リスト参照

補足
- 第2シリーズ第39話「やさしい兇悪」の監督は天知茂。
- 第2シリーズ第55話「兇悪の花道」の脚本は、作家デビューする前の赤川次郎。

## 主題歌
オープニング
- 『非情のライセンスのテーマ』　作曲・編曲：渡辺岳夫

（第2シリーズ52話から63話以外）
ダルシマーを使用したインストゥルメンタルが特徴的。
- 『非情の街』　作詞：岡たくみ／補作詞：山田孝雄 作曲：渡辺岳夫 編曲：松山祐士　歌：天知茂

（『非情のライセンスのテーマ』に歌詞を付けた曲、第2シリーズ52話から63話まで使用）
エンディング
- 『昭和ブルース』　作詞：山上路夫 作曲：佐藤勝  演奏：伊部晴美（ギター）、ポリドール・オーケストラ 　歌：天知茂

## 放映ネット局
系列は放送当時の系列。
| 放送対象地域           | 放送局                                    | 系列                                 | ネット形態                                           | 備考                                                                                           |
| ---------------------- | ----------------------------------------- | ------------------------------------ | ---------------------------------------------------- | ---------------------------------------------------------------------------------------------- |
| 関東広域圏             | テレビ朝日                                | テレビ朝日系列                       | 制作局                                               | 1977年3月まではNETテレビ                                                                       |
| 北海道                 | 北海道テレビ                              | テレビ朝日系列                       | 同時ネット                                           |                                                                                                |
| 青森県                 | 青森テレビ                                | NETテレビ系列 TBS系列                | 同時ネット                                           | 1975年3月まで                                                                                  |
| 青森県                 | 青森放送                                  | 日本テレビ系列 テレビ朝日系列        | 遅れネット                                           | 1975年4月から                                                                                  |
| 岩手県                 | テレビ岩手                                | 日本テレビ系列 NETテレビ系列         | 同時ネット                                           | 第1・第2シリーズを放送                                                                         |
| 岩手県                 | 岩手放送 （現：IBC岩手放送）              | TBS系列                              | 遅れネット                                           | 第3シリーズを放送                                                                              |
| 宮城県                 | ミヤギテレビ                              | 日本テレビ系列 NETテレビ系列         | 遅れネット                                           | 1975年9月まで                                                                                  |
| 宮城県                 | 東日本放送                                | テレビ朝日系列                       | 同時ネット                                           | 1975年10月開局から                                                                             |
| 秋田県                 | 秋田放送                                  | 日本テレビ系列                       | 遅れネット                                           |                                                                                                |
| 山形県                 | 山形放送                                  | 日本テレビ系列 テレビ朝日系列        | 遅れネット                                           | 1980年3月までは日本テレビ系列単独加盟局                                                        |
| 福島県                 | 福島中央テレビ                            | 日本テレビ系列 テレビ朝日系列        | 遅れネット                                           |                                                                                                |
| 山梨県                 | 山梨放送                                  | 日本テレビ系列                       | 遅れネット                                           |                                                                                                |
| 新潟県                 | 新潟放送                                  | TBS系列                              | 遅れネット                                           |                                                                                                |
| 長野県                 | 長野放送                                  | フジテレビ系列                       | 遅れネット                                           | 第1・第2シリーズを放送                                                                         |
| 長野県                 | 信越放送                                  | TBS系列                              | 遅れネット                                           | 第3シリーズを放送                                                                              |
| 静岡県                 | 静岡放送                                  | TBS系列                              | 遅れネット                                           | 第1・第2シリーズを放送                                                                         |
| 静岡県                 | 静岡けんみんテレビ （現：静岡朝日テレビ） | テレビ朝日系列                       | 同時ネット                                           | 第3シリーズを放送                                                                              |
| 富山県                 | 北日本放送                                | 日本テレビ系列                       | 遅れネット                                           |                                                                                                |
| 石川県                 | 北陸放送                                  | TBS系列                              | 遅れネット                                           |                                                                                                |
| 福井県                 | 福井放送                                  | 日本テレビ系列                       | 遅れネット                                           | 放送時間はキー局とほぼ同時刻                                                                   |
| 中京広域圏             | 名古屋テレビ                              | テレビ朝日系列                       | 同時ネット                                           |                                                                                                |
| 近畿広域圏             | 毎日放送                                  | NETテレビ系列                        | 同時ネット                                           | 1975年3月まで                                                                                  |
| 近畿広域圏             | 朝日放送 （現：朝日放送テレビ）           | テレビ朝日系列                       | 同時ネット                                           | 1975年4月から、腸捻転解消に伴う移行                                                            |
| 鳥取県・島根県         | 日本海テレビ                              | 日本テレビ系列 テレビ朝日系列        | 遅れネット                                           |                                                                                                |
| 岡山県                 | 岡山放送                                  | フジテレビ系列 NETテレビ系列         | 遅れネット                                           | 放送当時の愛称は「テレビ岡山」 第1・第2シリーズを放送 当時の放送免許は岡山県のみ               |
| 広島県                 | 広島ホームテレビ                          | テレビ朝日系列                       | 第1シリーズは遅れネット 第2・第3シリーズは同時ネット |                                                                                                |
| 山口県                 | テレビ山口                                | TBS系列 フジテレビ系列 NETテレビ系列 | 同時ネット                                           | 第1・第2シリーズを放送                                                                         |
| 山口県                 | 山口放送                                  | 日本テレビ系列 テレビ朝日系列        | 遅れネット                                           | 第3シリーズを放送                                                                              |
| 徳島県                 | 四国放送                                  | 日本テレビ系列                       | 遅れネット                                           |                                                                                                |
| 香川県→ 香川県・岡山県 | 瀬戸内海放送                              | テレビ朝日系列                       | 同時ネット                                           | 第1・第2シリーズ当時の放送免許は香川県のみ 第3シリーズは電波相互乗り入れで岡山県にもエリア拡大 |
| 愛媛県                 | 南海放送                                  | 日本テレビ系列                       | 遅れネット                                           |                                                                                                |
| 高知県                 | 高知放送                                  | 日本テレビ系列                       | 遅れネット                                           |                                                                                                |
| 高知県                 | テレビ高知                                | TBS系列                              | 遅れネット                                           | 1975年頃放送                                                                                   |
| 福岡県                 | 九州朝日放送                              | テレビ朝日系列                       | 同時ネット                                           |                                                                                                |
| 長崎県                 | 長崎放送                                  | TBS系列                              | 遅れネット                                           |                                                                                                |
| 熊本県                 | 熊本放送                                  | TBS系列                              | 遅れネット                                           |                                                                                                |
| 大分県                 | 大分放送                                  | TBS系列                              | 遅れネット                                           |                                                                                                |
| 宮崎県                 | 宮崎放送                                  | TBS系列                              | 遅れネット                                           |                                                                                                |
| 鹿児島県               | 南日本放送                                | TBS系列                              | 遅れネット                                           |                                                                                                |
| 沖縄県                 | 琉球放送                                  | TBS系列                              | 遅れネット                                           |                                                                                                |

## ビデオソフト化
- 一般家庭にビデオが普及する前の1981年頃、東映芸能ビデオから第2シリーズ第43話「兇悪の密室」を収録したビデオが4万円で発売されていたことがある[10]。
- 1998年に東映ビデオから発売されたレーザーディスク『東映TVドラマ主題歌大全集 現代劇編』第2巻（VHS版では第3〜4巻）に第2シリーズ第1話と第3シリーズ第6話のオープニング映像が収録されている。
- 2018年4月より、順次、第1シリーズ、第2シリーズ、第3シリーズのデジタルリマスター版がDVD-BOXの形式で販売された。

## CSでの放送
東映チャンネルにて下記のスケジュールで各シリーズが放送されている。
- 2002年1月～2006年6月 第1シリーズ（2002年1月～2002年7月）・第2シリーズ（2004年12月〜2006年3月）・第3シリーズ（2006年3月〜2006年6月）[11]
- 2018年2月〜2018年8月 第1シリーズ
- 2018年8月〜2019年10月 第2シリーズ
- 2019年10月〜2020年1月 第3シリーズ
- 2019年11月〜2020年2月 第1シリーズ
- 2020年3月〜放送中 第2シリーズ
- 2020年3月〜放送中 第1シリーズ

他に、2000年代後半から2012年前後にかけて、第3シリーズがファミリー劇場にて不定期で放送された。

## 関連作品
- 新幹線公安官（テレビ朝日、東映） - 第2シリーズ第17話「非情の捜査線」（通算第28話。1978年7月24日）において天知茂（特別出演）と宮口二朗がゲスト出演。本作と製作会社・放送局が同じであり、音楽も本作と同じ渡辺武夫が担当（本作第2シリーズと第3シリーズの間に当たる）。
  - 天知の役どころは「型破りなはみ出し刑事」であり、本作の間刑事とほぼ同じ。宮口は部下役。
  - 天知演ずる刑事は妻帯者であり彼女は身重であったが、敵に撃たれ夫の腕の中で死ぬ。これは本作第3シリーズと同じパターンである（本作とは違い二宮さよ子が演じる）。
  - 本作レギュラーの山村聡は新幹線公安官を束ねる責任者としてこちらでもレギュラーだったが、両者が顔を合わせる場面はない（宮口と山村は同席するシーンがある）。ただし連絡は取っており、それは新幹線公安官たちにも秘密だった。
  - 本作第2シリーズで滝刑事役だった篠ヒロコもレギュラー出演しているが、こちらも顔は合わせていない。ただし彼女の姉が天知演じる刑事の姉である。
  - 当該回では麻薬の密輸が扱われているが、影のボスとして「逮捕されない」大物として登場するキャラクターは佐々木孝丸が演じているが、これは本作第1シシリーズの最終回に出てくる大物と同じ配役である。

## ネット配信
- YouTube「東映シアターオンライン」で、2023年5月1日から「据置枠」で第1シリーズ第1・2話が常時無料配信されている。